# Zurich
Pour les articles homonymes, voir Zurich (homonymie).
Zurich (/zy.ʁik/ ou /dzy.ʁik/) (allemand : Zürich /ˈtsyːʁɪç/, suisse allemand : Züri /ˈtsyɾi/, en Suisse /ˈtsyːrɪx/ , italien : Zurigo /dzuˈriːɡo/, romanche : Turitg /tuˈritɕ/) est une ville de Suisse, capitale du canton de Zurich.
Même si l'allemand y est la langue officielle, les habitants de Zurich parlent le zurichois (Züritüütsch), un dialecte de l'alémanique qui emprunte d'ailleurs certains termes à d'autres langues en plus de l'allemand dont le français, l'italien ou encore l'anglais. C'est une cité très cosmopolite, comptant plus de 30 % d'étrangers.
Dans son article intitulé « World's most expensive place to live is... » du 15 février 2012, The Economist classe Zurich comme étant la ville la plus chère au monde. Depuis, la ville occupe régulièrement la deuxième place dans le classement du journal britannique, juste derrière Hong Kong. Le cabinet Mercer la classe parmi les dix premières de 231 villes dans le monde en 2019 pour sa qualité de vie, ensemble avec Genève et Bâle.
Alors que Berne est la ville fédérale de la Confédération suisse et un centre politique, Zurich est le centre économique et financier international majeur du pays. Elle est la ville concentrant le plus d'établissements bancaires et financiers du pays, et fait d'ailleurs partie des « villes mondiales » de catégorie Alpha selon la GaWC[réf. nécessaire], au même titre que Bruxelles, Milan, Los Angeles, Chicago, Moscou, Mexico ou encore São Paulo. Zurich est ainsi le sixième centre bancaire et financier mondial, derrière Londres, New York, Hong Kong, Singapour et Tokyo.
Zurich est la ville la plus peuplée de Suisse avec une population de 433 989 habitants en décembre 2023. Son agglomération compte entre 1,16 et 1,46 million d'habitants selon les définitions tandis que son aire urbaine est estimée à 2,1 millions d'habitants en 2022.
Située au bord du lac de Zurich (Zürichsee), le quatrième lac de Suisse en superficie, Zurich est un lieu de villégiature apprécié par la bourgeoisie suisse, allemande et autrichienne, notamment en raison de la beauté de sa vue et de son centre historique. La rivière la traversant, la Limmat, a été classée rivière urbaine la plus propre d'Europe selon le Département de l'Agriculture des États-Unis en 2015. Les Zurichois ont l'habitude de s'y baigner, en plein cœur de la ville, en été.

## Étymologie, saints patrons et armoiries

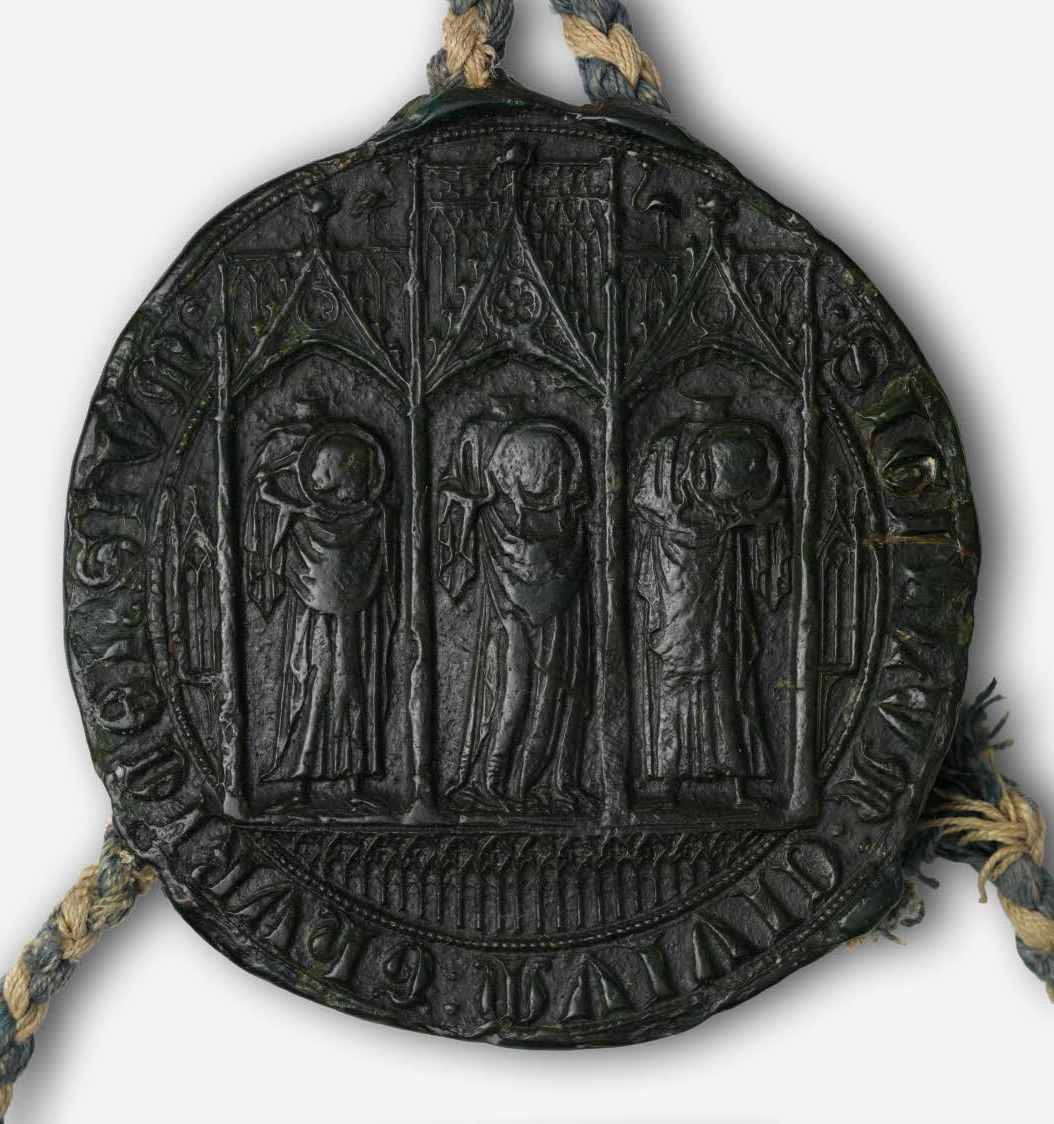
Sceau de Zurich. Sceau extrait du traité de Fribourg signé en 1516 J//724/2

La plus ancienne mention écrite du nom Zurich, dans sa forme latine, provient d'une pierre tombale datant du IIe siècle apr. J.-C. et retrouvée dans le quartier du Lindenhof de la vieille ville. Sur cette stèle il est fait mention d'une « STA(TIONIS) TURICEN(SIS) » c'est-à-dire d'une station romaine douanière du nom de « Turicum ». L'origine du nom n'est pas définitivement réglée, « Turicum » étant selon toute vraisemblance pré-latin, l'explication la plus probable est une dérivation « Turīcon » du nom personnel celtique « Tūros ». Les formes latines du nom connues au Haut Moyen Âge sont « Turigum » (807), « T(h)uregum » et « Thuricum » (898). La première preuve d'un nom allemand « Ziurichi » apparaît courant du VIIe siècle chez le  géographe de Ravenne. Finalement cette orthographe se formalise plus tard en « Zurih » (857) puis « Zurich » (924).
Les premiers sceaux du Conseil de la ville de Zurich sont attachés à deux actes de 1225 et 1230 : ils portent la transcription sigillum consilii thuricensium et représentent deux saints patrons de la ville Felix et Regula. À partir de 1348 est ajouté comme sur le cachet de la ville le troisième saint patron Exuperantius, serviteur de Felix et Regula. La mention définitive du label du sceau est sigillum civium thuricensium. La municipalité de Zurich porte depuis 1798 dans son sceau les armoiries de la ville.
Les armoiries de la ville sont à l'origine un écu tranché d'argent et d'azur, c'est-à-dire biseauté en diagonale, sur lequel chacune des deux parties représente une couleur de la ville : l'azur (bleu) dans sa partie inférieure et l'argent (blanc) dans sa partie supérieure. Ce blason apparaît pour la première fois en 1389 sur un sceau de la cour de justice de Zurich, et reste jusqu'à aujourd'hui celui du canton de Zurich. Le drapeau de la ville est constitué depuis 1434 du même schéma avec dans un cadre rectangulaire les couleurs bleu et blanc séparées par une diagonale. Le blason de la cité lui a évolué au cours de l'histoire : durant sa période impériale jusqu'au XVIIe siècle, les armoiries et pièces de monnaie représentaient l'aigle impérial posé sur deux boucliers de la ville et tenu par deux lions. Mais l'aigle disparaît au XVIIe siècle sous la république de Zurich, le lion restant le seul animal héraldique de la ville. Le blason actuel affiche l'écusson bicolore coiffé d'une couronne murale, le tout entouré par deux lions dans un cadre à fond bleu.

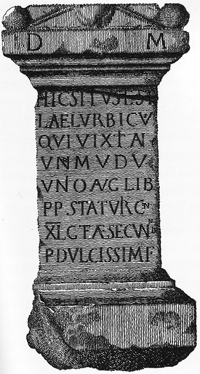
Dessin de la pierre tombale contenant la plus vieille mention écrite de Zurich sous l'appellation, « STA(TIONIS) TURICEN(SIS) », IIe siècle ap. J.-C., l'original conservé au Musée national suisse.
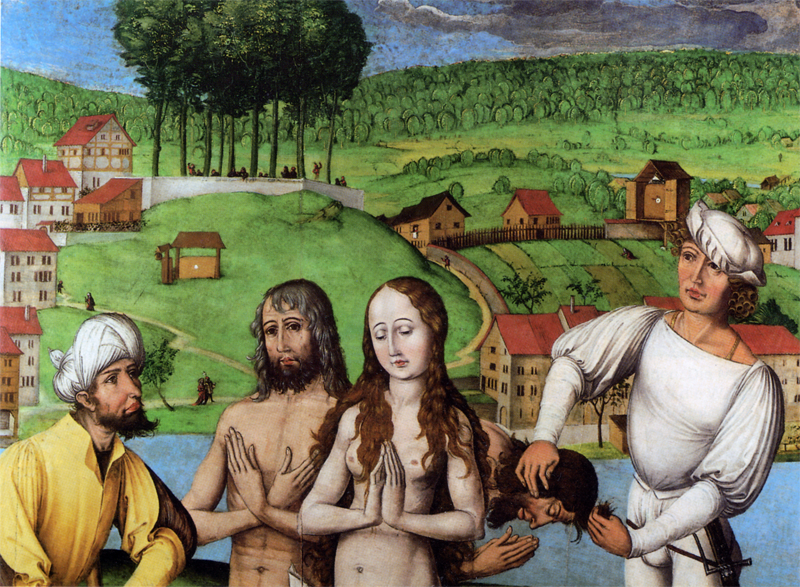
Martyre de Felix et Regula (au centre) ainsi que de leur serviteur Exuperantius derrière eux, en fond la place du Lindenhof (peinture par Hans Leu l'Ancien, fin du XVe siècle).
Écusson de la ville et du canton de Zurich.
Drapeau de la ville.
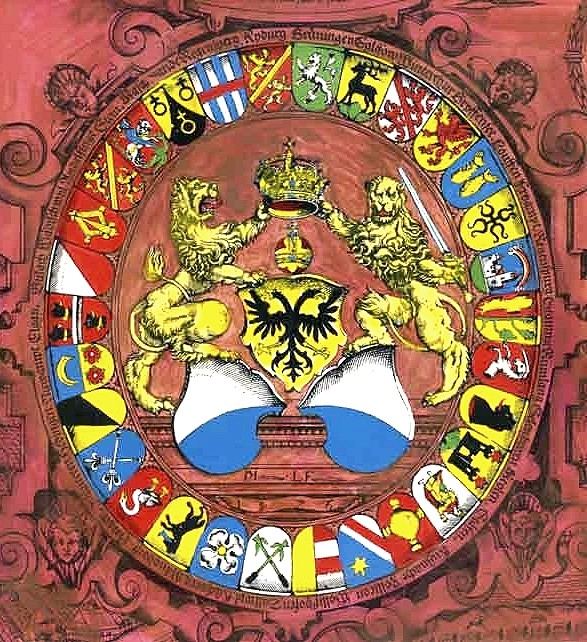
Armoiries durant la période du Saint-Empire romain germanique (1576).
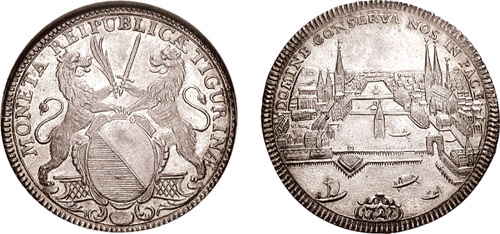
Armoiries sur pièces de monnaie (1779) après entrée dans la Confédération suisse.
Armoiries actuelle de la ville.
Logo de la ville.

## Géographie

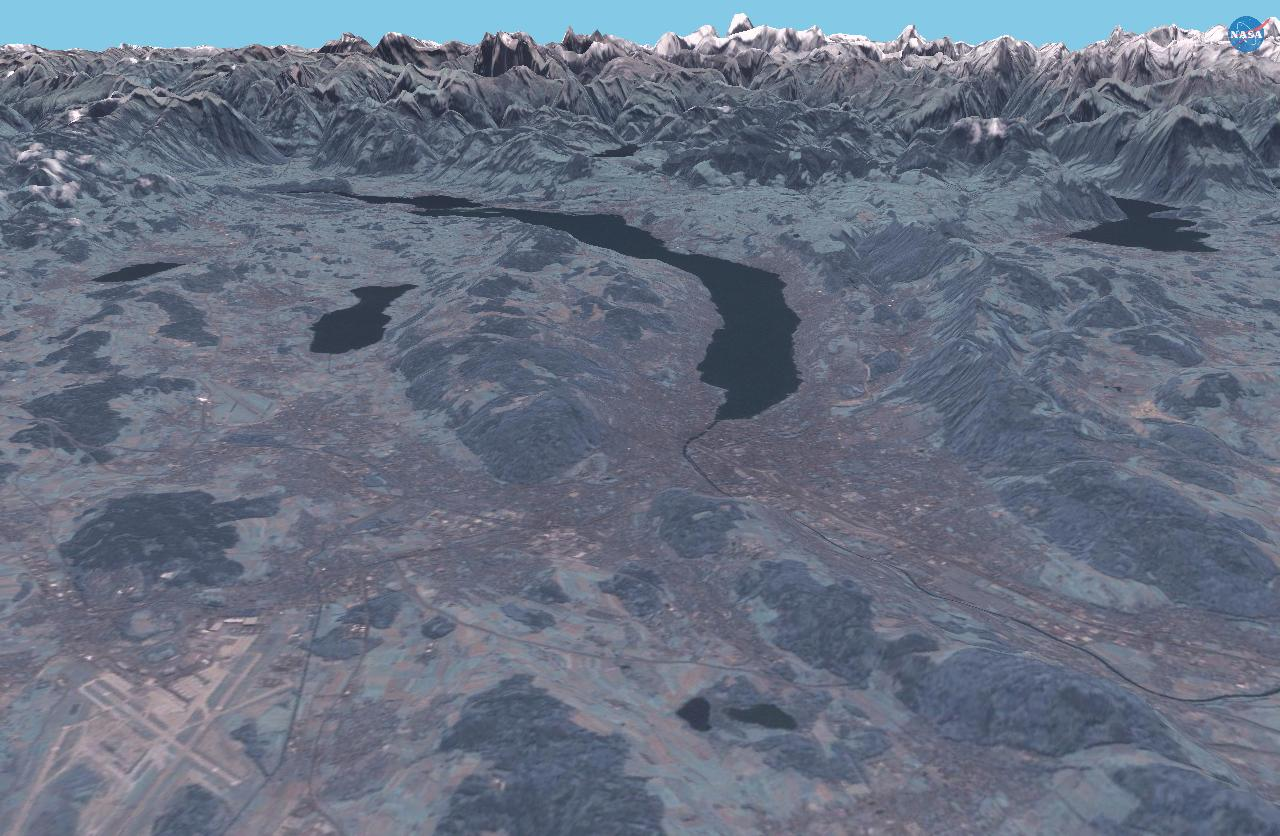
Illustration de Zurich en direction du sud avec les Alpes en arrière-plan.

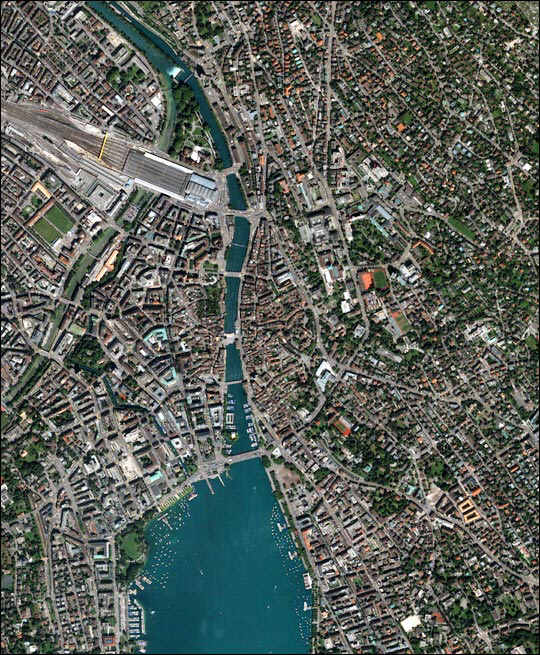
Vue satellite (NASA) du centre-ville.

Zurich se situe au nord-est de la Suisse, dans la partie est du plateau suisse, à l'extrémité nord du lac de Zurich et à environ 30 km des Alpes. La ville se trouve dans une ancienne vallée glaciaire, à 408 m d'altitude, là où la rivière Limmat naît du lac de Zurich avant d'être rejointe par la Sihl (voir carte de localisation). La Werdinsel et le Bauschänzli sont des Îles de la Limmat d'intérêt touristique. Il existe un troisième cours d'eau artificiel en forme de zigzag, le Schanzengraben, qui fut aménagé pour protéger l'extension ouest de la ville aux XVIIe et XVIIIe siècles.

La Limmat à Zurich
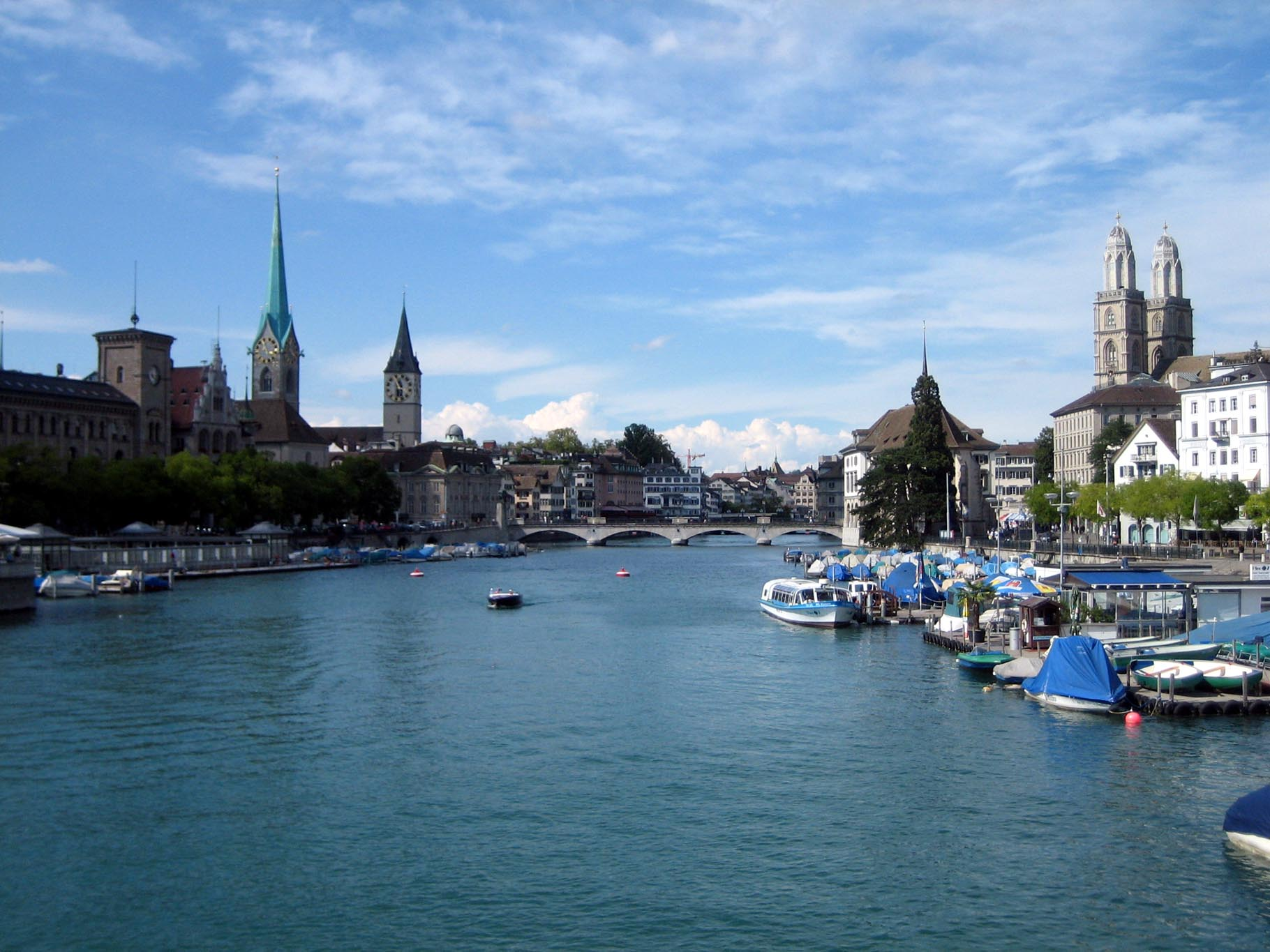
La Limmat avec, de gauche à droite, les églises Fraumünster, Saint-Pierre, Wasserkirche et Grossmünster.
La vieille ville, la Limmat et le lac de Zurich.
La Limmat depuis le Quaibrücke (de), vers le sens du flot descendant. On voit l'église Fraumünster, le Zunfthaus zur Meisen, la Wasserkirche, et la Grossmünster. Juillet 2020.

### Topographie et biodiversité
La ville est « encerclée » à l'ouest-sud-ouest par l'Uetliberg, et au nord-est par le Zürichberg, ces petites montagnes ou grandes collines continuent ensuite au sud parallèlement au lac de Zurich et au nord-ouest à côté de la vallée de la Limmat. L'Uetliberg culmine au plus à 869 m, et le Zürichberg à 676 m.
Outre son lac, la ville tire profit des aménités qu'offrent deux grandes forêts conservées sur les versants à l'ouest et à l'est. Ces forêts appartiennent à la ville depuis l'an 853 et ont servi à l'approvisionnement en bois de la ville durant plus de mille ans. Elles sont constituées en de très larges bandes boisées qui leur confèrent un rôle important de corridors biologiques. Andréas Speich, ancien directeur de la forêt de Zurich, en a progressivement et pour partie fait cesser l'exploitation pour leur redonner une forte naturalité, plus conforme à leur écopotentialité. La forêt est cependant encore très fragmentée par les routes et n'est plus en contact avec le pourtour du lac qui est urbanisé. Ces deux grandes forêts sont devenues un lieu de détente et de sortie très prisé des Zurichois.
L'agglomération s'étend le long de trois axes principaux :
- au sud, le long des deux rives du lac ;
- au nord-ouest le long de la vallée de la Limmat en direction de Baden-Brugg ;
- et au nord-est en direction de l'aéroport de Zurich contournant par la suite le Zürichberg.

À l'ouest, l'Uetliberg reste une barrière naturelle peu franchissable, mais encerclée.
La municipalité de Zurich occupe une surface de 87,88 km2, dont 4,1 km2 sont occupés par le lac de Zurich. Les habitations se concentrent dans la vallée de la Limmat, suivant une orientation nord-ouest vers sud-est, sur une largeur d'environ 3 ou 4 km.
La Limmat est canalisée et par endroits détournée. Pour cette raison, elle ne s'écoule pas exactement au milieu de la vallée, mais se trouve le long du flanc nord de la vallée. Avec une altitude de 392 m à Oberengstringen, la Limmat est le point le plus bas de la commune.
Sur le flanc ouest, la vallée de la Limmat est bordée par les montagnes boisées de l'Albis, dont l'Uetliberg et le Buechhoger sont les représentants les plus connus. La chaîne de montagnes de l'Albis forme la frontière naturelle ouest de la commune.
L'Uetliberg, avec une altitude de 869 m, est le point culminant de Zurich et de ses environs. Il est aisé de s'y rendre avec le Uetlibergbahn, un train que l'on peut prendre à la gare centrale. À son sommet, une plateforme artificielle permet de bénéficier d'un panorama unique  sur la ville, et si la vue est dégagée, jusqu'aux Alpes. À son pied, et en direction du sud, on peut voir la vallée de la Sihl.
Au nord, en bordure de la vallée de la Limmat, une chaîne de collines marque la ligne de partage des eaux entre la Limmat et la Glatt. Du nord-ouest au sud-est, l'altitude des monts tend à augmenter, plus les Alpes se font proches. L'on passe ainsi de Hönggerberg avec 541 m d'altitude, au Käferberg avec Waidberg à 571 m puis Zürichberg à 676 m et enfin Adlisberg à 701 m.
Entre le Käferberg et le Zürichberg se trouve un point important de passage entre la vallée de la Limmat et celle de la Glatt.

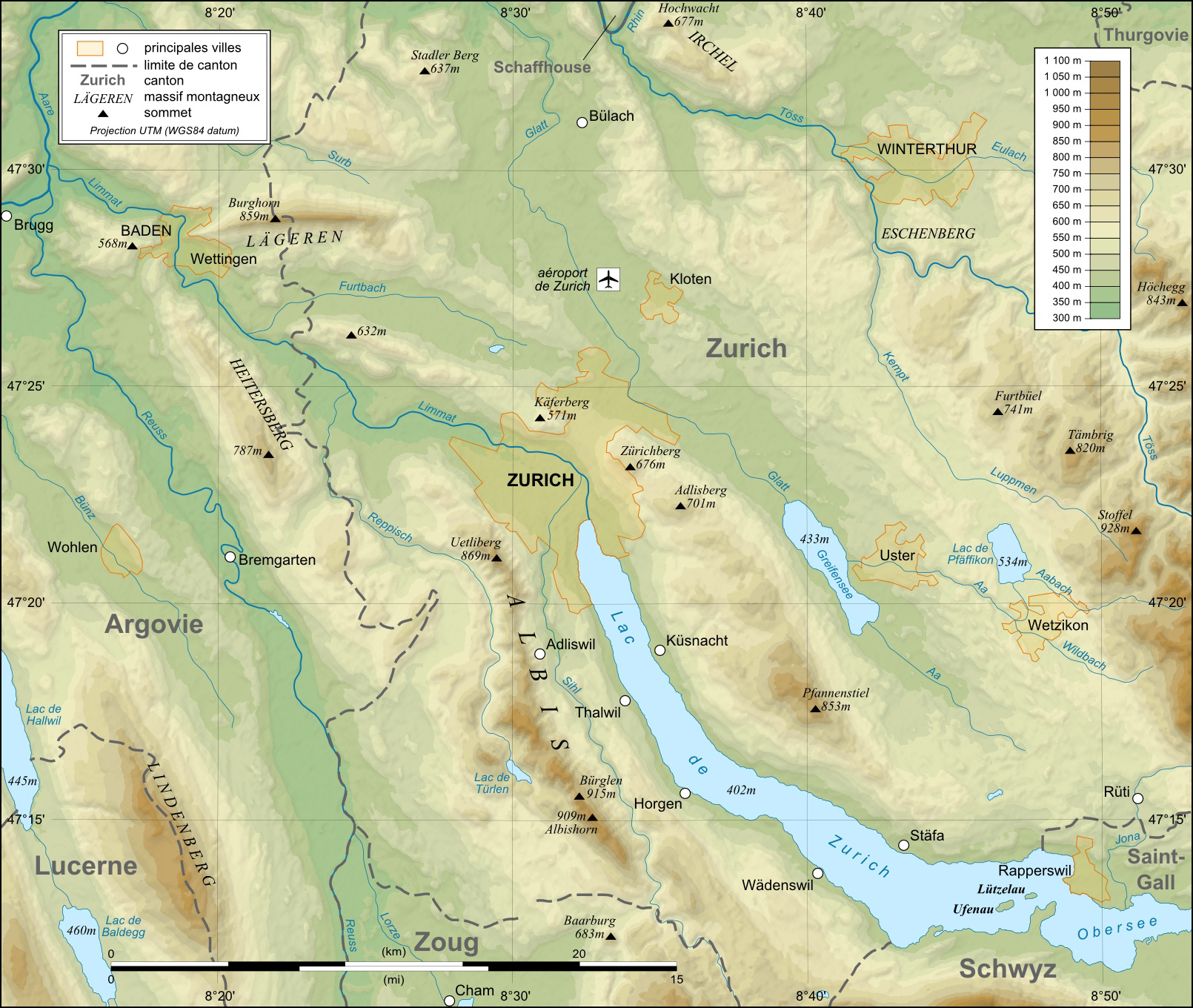
Image topographique de la région zurichoise.

### Climat

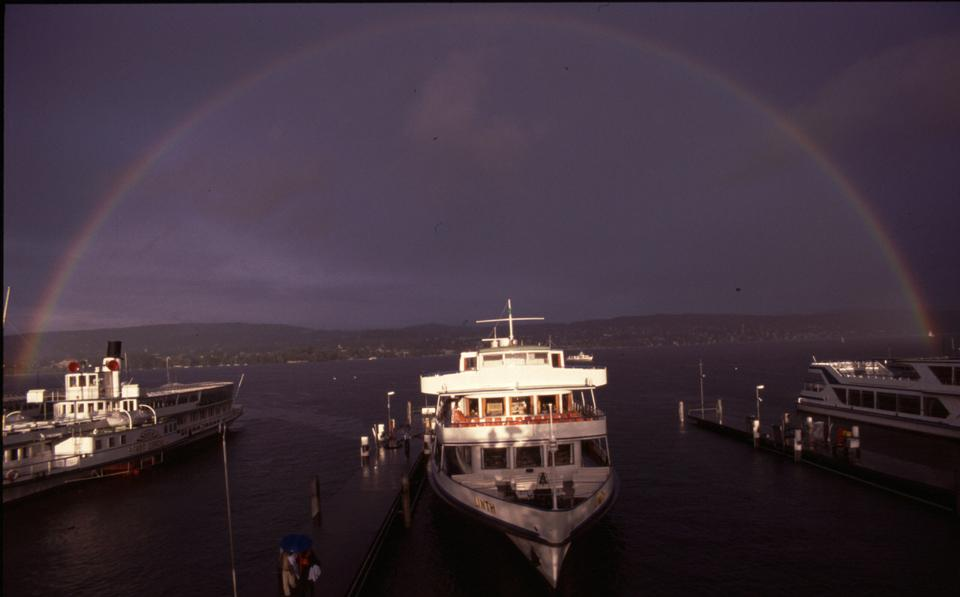
Arc-en-ciel sur le lac de Zurich.

Zurich bénéficie d'un climat tempéré, plus précisément d'un climat continental humide (Dfb selon la classification de Köppen-Geiger).
Les vents soufflent en général soit depuis l'ouest, apportant souvent avec eux des précipitations, soit depuis l'est ou nord-est ; il s'agit alors de la bise. Cette dernière est à l'origine de zones de haute pression, mais est également la cause, durant toute l'année, de phases de refroidissement. L'effet de fœhn, qui, dans les montagnes, joue un rôle important, n'influence pas particulièrement le climat de la ville.
Les températures enregistrées par la station zurichoise de l'Institut suisse de météorologie ont une moyenne annuelle de 9,8 °C, avec en janvier une moyenne minimum mensuelle de 0,9 °C et en juillet une moyenne maximum mensuelle de 19,0 °C. Il gèle en moyenne 72 jours par an, dont 20 jours sans dépassement du seuil de 0 °C. En moyenne, elle compte 45 jours où la température dépasse les 25 °C et huit à neuf jours de canicule. En comparaison avec d'autres mesures effectuées à la même latitude, ces valeurs sont plutôt faibles, ce qui peut s'expliquer par l'altitude. Au nord de la ville, dans la vallée de la Limmat, les jours sont en moyenne plus ensoleillés et plus chauds. La station de Zurich mesure en moyenne 1 694 heures d'ensoleillement par an. Les 1 108 mm de précipitations moyennes par an sont distribués sur toute l'année ; toutefois, en raison de mouvements de convection, les précipitations connaissent un pic durant l'été alors que l'hiver est plus sec.
| Mois                                              | jan. | fév. | mars | avril | mai  | juin | jui. | août | sep. | oct. | nov. | déc. | année |
| ------------------------------------------------- | ---- | ---- | ---- | ----- | ---- | ---- | ---- | ---- | ---- | ---- | ---- | ---- | ----- |
| Température minimale moyenne (°C)                 | −1,4 | −1,2 | 1,9  | 5,1   | 9    | 12,6 | 14,4 | 13,3 | 10,7 | 7,1  | 2,5  | 0,3  | 6,2   |
| Température moyenne (°C)                          | 0,9  | 1,8  | 5,8  | 9,6   | 13,6 | 17,1 | 19   | 18,6 | 14,4 | 10   | 4,9  | 1,7  | 9,8   |
| Température maximale moyenne (°C)                 | 3,5  | 5,2  | 10,2 | 14,8  | 18,8 | 22,4 | 24,3 | 23,9 | 19,1 | 13,8 | 7,6  | 4    | 14    |
| Nombre de jours avec gel                          | 18,9 | 16,4 | 8,9  | 2,2   | 0    | 0    | 0    | 0    | 0    | 1    | 7    | 17,5 | 71,9  |
| Nombre de jours avec température maximale ≤ 0 °C  | 8    | 4,6  | 0,7  | 0     | 0    | 0    | 0    | 0    | 0    | 0,9  | 0,9  | 5,6  | 19,9  |
| Nombre de jours avec température maximale ≥ 25 °C | 0    | 0    | 0    | 0,4   | 3,3  | 10,1 | 14,7 | 12,9 | 3,4  | 0,2  | 0    | 0    | 44,8  |
| Nombre de jours avec température maximale ≥ 30 °C | 0    | 0    | 0    | 0     | 0,1  | 1,9  | 3,4  | 3,1  | 0    | 0    | 0    | 0    | 8,5   |
| Ensoleillement (h)                                | 60   | 89   | 144  | 177   | 192  | 207  | 229  | 216  | 164  | 109  | 61   | 47   | 1 694 |
| Précipitations (mm)                               | 63   | 60   | 71   | 80    | 128  | 128  | 126  | 119  | 87   | 85   | 76   | 83   | 1 108 |
| dont neige (cm)                                   | 14   | 18   | 10   | 2     | 0    | 0    | 0    | 0    | 0    | 2    | 7    | 19   | 72    |
| Nombre de jours avec précipitations               | 10,1 | 9    | 10,5 | 10,8  | 12,4 | 12,1 | 12,2 | 11,8 | 9,9  | 10,1 | 10   | 11,5 | 130,4 |
| Humidité relative (%)                             | 83   | 77   | 71   | 67    | 71   | 71   | 71   | 74   | 79   | 84   | 85   | 85   | 76    |
| Nombre de jours avec neige                        | 4,1  | 4,8  | 2,3  | 0,5   | 0    | 0    | 0    | 0    | 0    | 0,1  | 1,4  | 4,4  | 17,6  |

| Diagramme climatique                                  |           |           |           |          |             |             |             |            |           |          |        |
| J                                                     | F         | M         | A         | M        | J           | J           | A           | S          | O         | N        | D      |
| 3,5−1,463                                             | 5,2−1,260 | 10,21,971 | 14,85,180 | 18,89128 | 22,412,6128 | 24,314,4126 | 23,913,3119 | 19,110,787 | 13,87,185 | 7,62,576 | 40,383 |
| Moyennes : • Temp. maxi et mini °C • Précipitation mm |           |           |           |          |             |             |             |            |           |          |        |

| Ville             | Ensoleillement · (h/an) | Pluie · (mm/an) | Neige · (j/an) | Température moyenne · (°C) |
| ----------------- | ----------------------- | --------------- | -------------- | -------------------------- |
| Zurich            | 1 694                   | 1 108           | 20             | 9.8                        |
| Lausanne          | 1 872                   | 1 153           | 10             | 11                         |
| Lugano            | 2 069                   | 1 559           | 4              | 12                         |
| La Chaux-de-Fonds | 1 710                   | 1 441           | 45             | 6                          |
| Evolène           | 1 795                   | 736             | 50             | 4                          |

### Subdivisions administratives

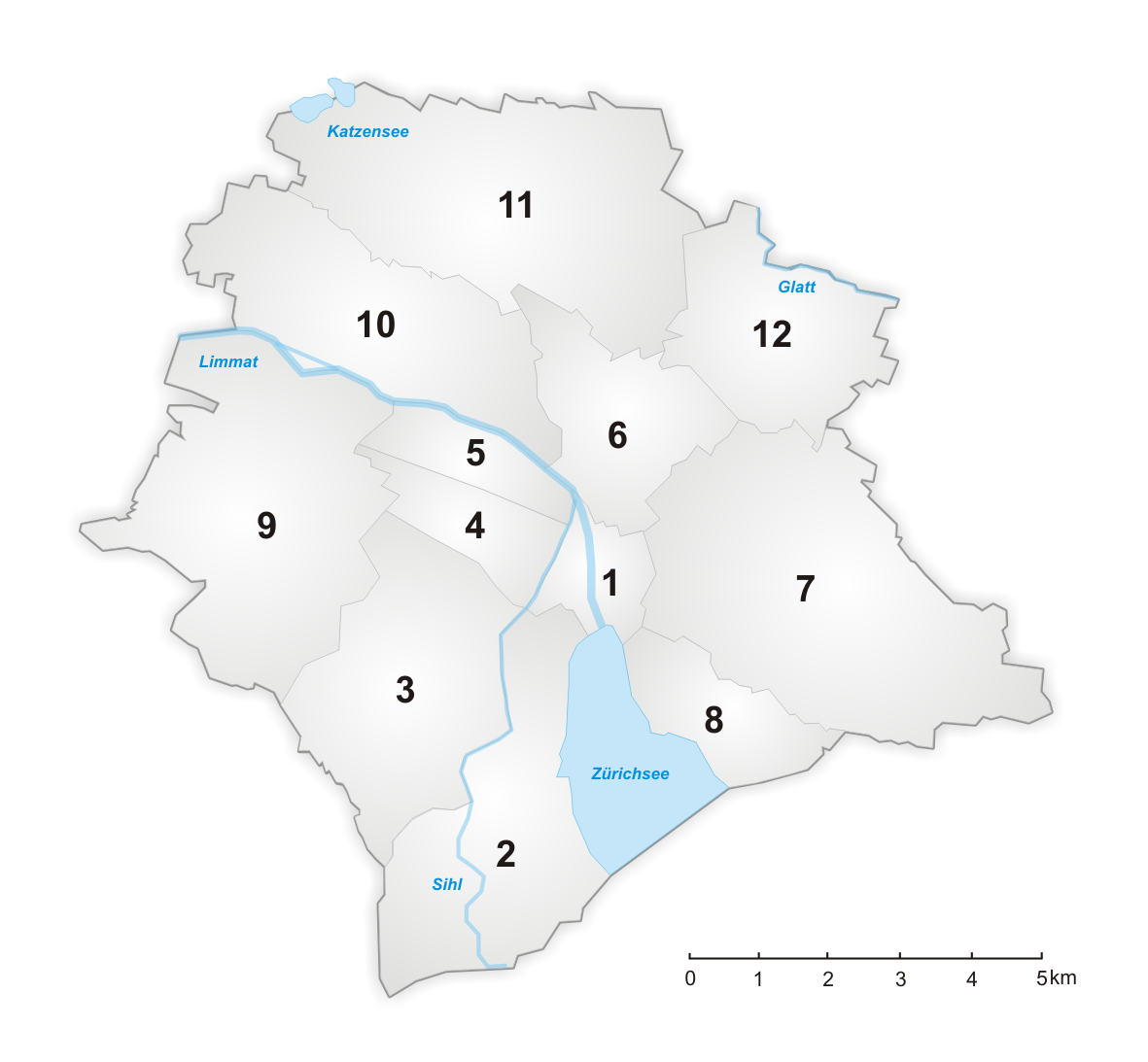
Les arrondissements (kreis).

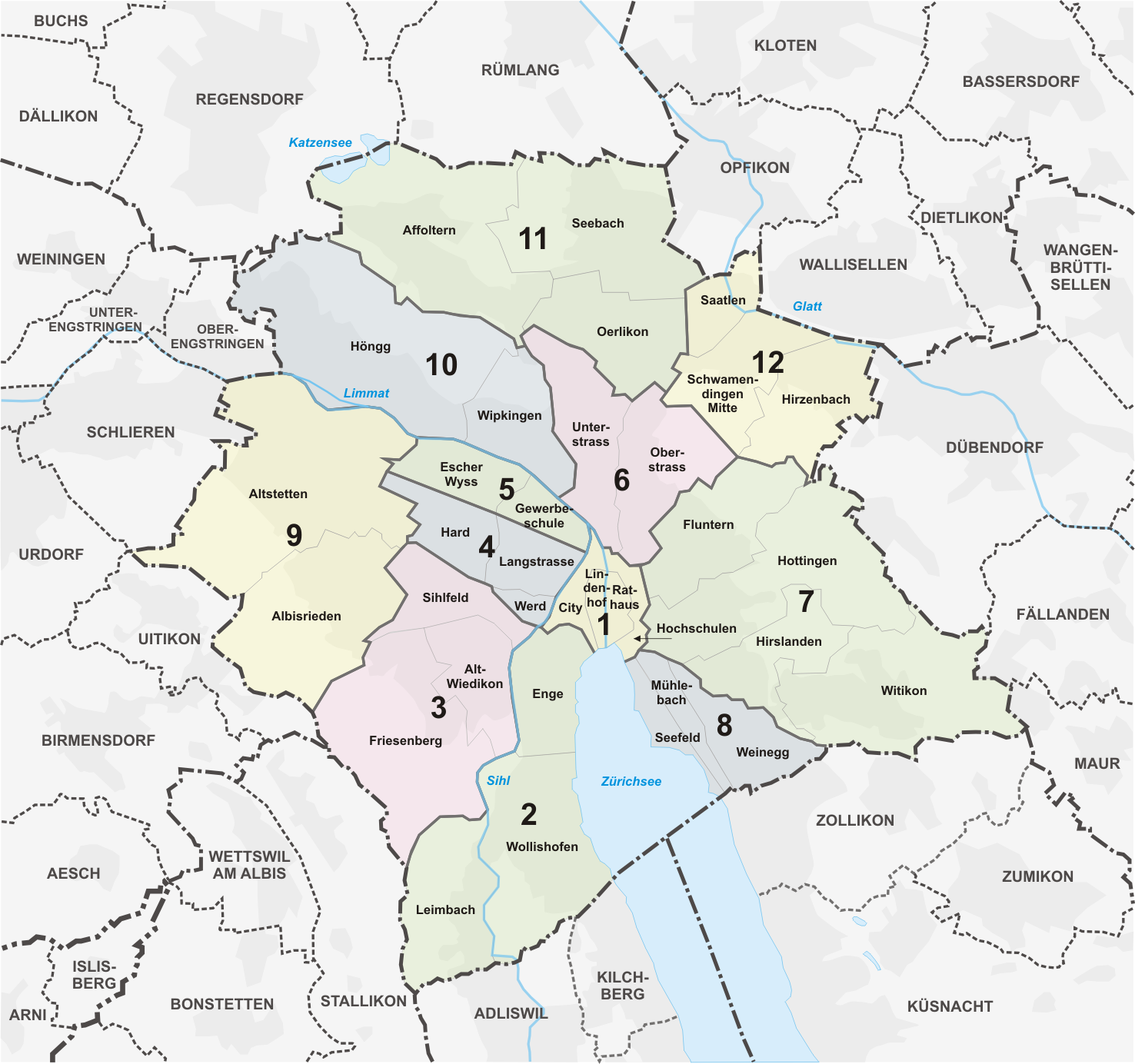
Les quartiers.

La ville de Zurich est l'unique commune du district de Zurich. Elle est administrativement subdivisée en douze arrondissements (kreis) et 34 quartiers.
La commune historique, dont le territoire avant 1893 correspondait alors au Kreis 1 actuel, avait une surface de 1,69 km2. Au XIXe siècle, le développement urbain subit un fort accroissement. La ville opère alors deux agrandissements successifs en 1893 et 1934 avec la fusion de 19 communes limitrophes pour former la commune de Zurich actuelle qui a une surface cinquante fois plus grande.
Lors de la première fusion, en 1893, onze communes intègrent Zurich et le territoire est alors divisé en cinq arrondissements notés en chiffres romains (Kreis I à V).
À partir de 1913, avec la révision des arrondissements, le nombre d'arrondissements passe à huit avec le partage en trois de l'arrondissement III et en deux de l'arrondissement V. Par ailleurs, la numérotation en chiffres arabes est adoptée (Kreis 1 à 8).
En 1934 lors du deuxième agrandissement au nord et dans la vallée de la Limmat, huit autres communes intègrent Zurich. Le découpage de certains arrondissements est revu et leur nombre passe à douze (Kreis 1 à 12).

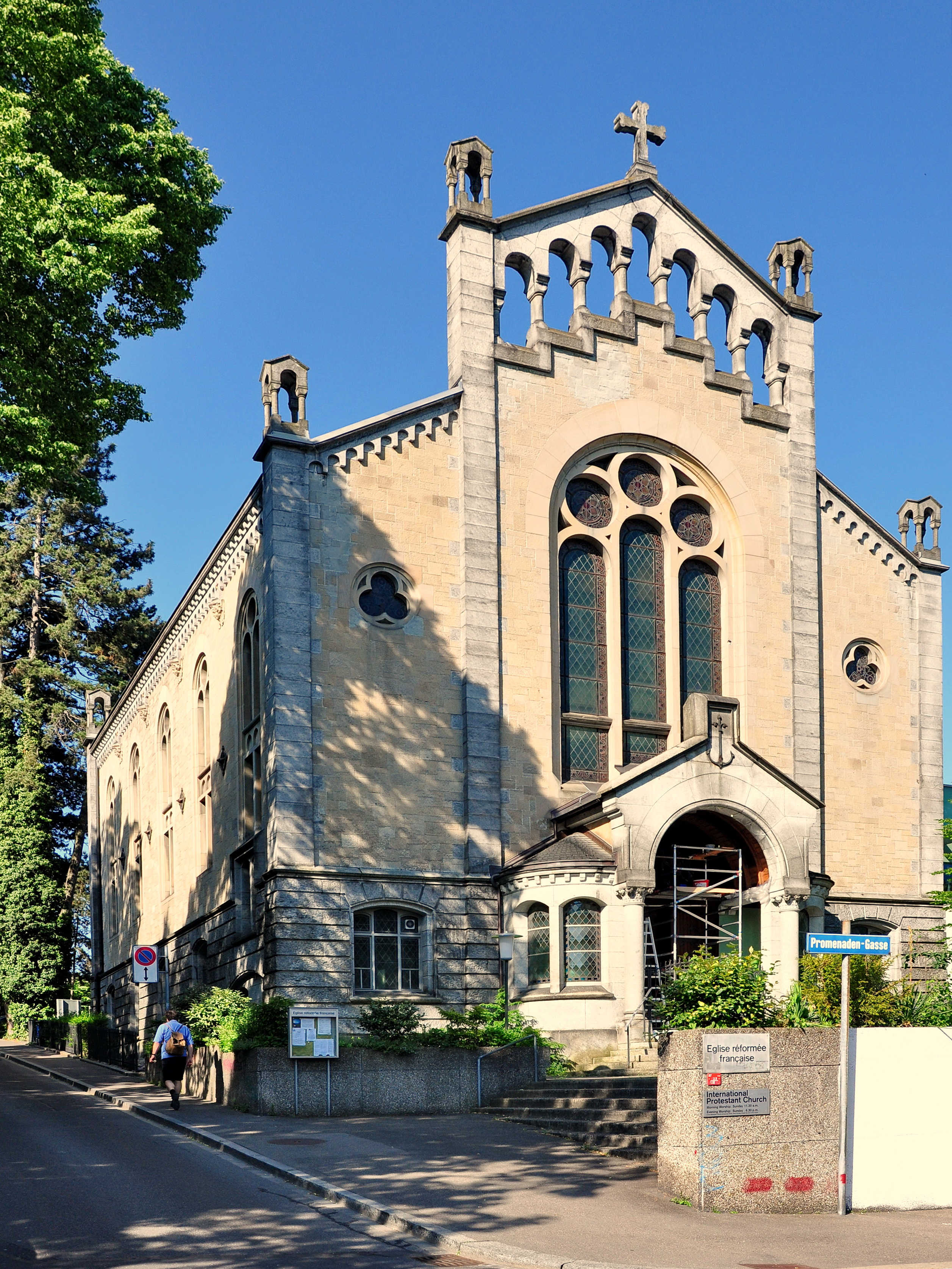
Église réformée française de Zurich, achevée en 1902, dans le Kreis 1.

Le Kreis 1 ou Altstadt (ancien kreis I) correspond au territoire de la commune de Zurich jusqu'en 1893. C'est l'actuelle vieille-ville.

Les parties historiques sont die Kleine oder Mindere Stadt sur la rive gauche et die Grosse oder Mehrere Stadt sur la rive droite de la Limmat. Cette partie de la rive droite est actuellement[C'est-à-dire ?] nommée Dörfli ou Niederdorf.

Les quartiers administratifs actuels Rathaus et Hochschulen sont situés sur la rive droite et ceux de Lindenhof et de City sur la rive gauche. C'est un des deux quartiers les plus vivants la journée, où se concentrent des centaines de boutiques et où de nombreux festivals ont lieu.
Le Kreis 2 est situé sur la rive ouest du lac de Zurich, et est parcouru par la rivière Sihl. Il est composé des anciennes communes de Enge et de Wollishofen qui ont intégré le kreis II de la ville en 1893. Le quartier de Leimbach appartenait à la commune de Enge. C'est un quartier plutôt aisé où plusieurs palaces ont leur place.

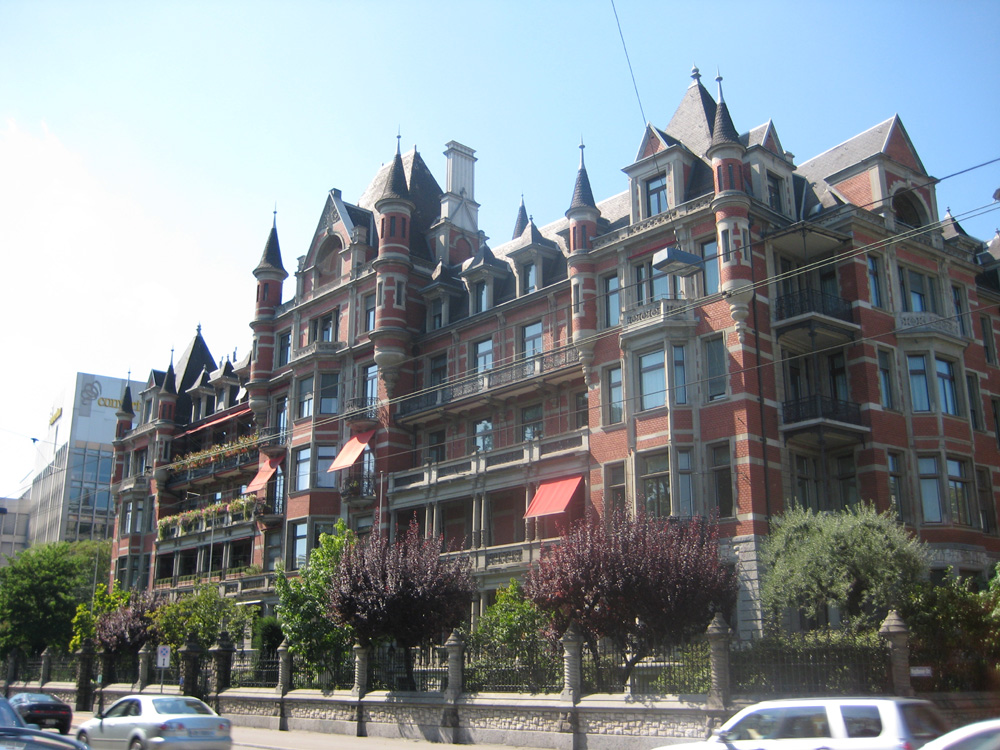
Château rouge dans le Kreis 2.

Le Kreis 3 ou Wiedikon est situé sur la rive ouest du lac de Zurich, entre la Sihl et l'Uetliberg. C'est l'ancienne commune de Wiedikon qui a intégré le kreis III en 1893.
Le Kreis 4 ou Aussersihl, né du partage en 1913 du kreis III, est la plaine entre la Sihl, les voies de chemin de fer et Wiedikon. Il est composé d'une partie de l'ancienne commune de Aussersihl (l'autre partie formant le kreis 5) qui a intégré le kreis III en 1893.

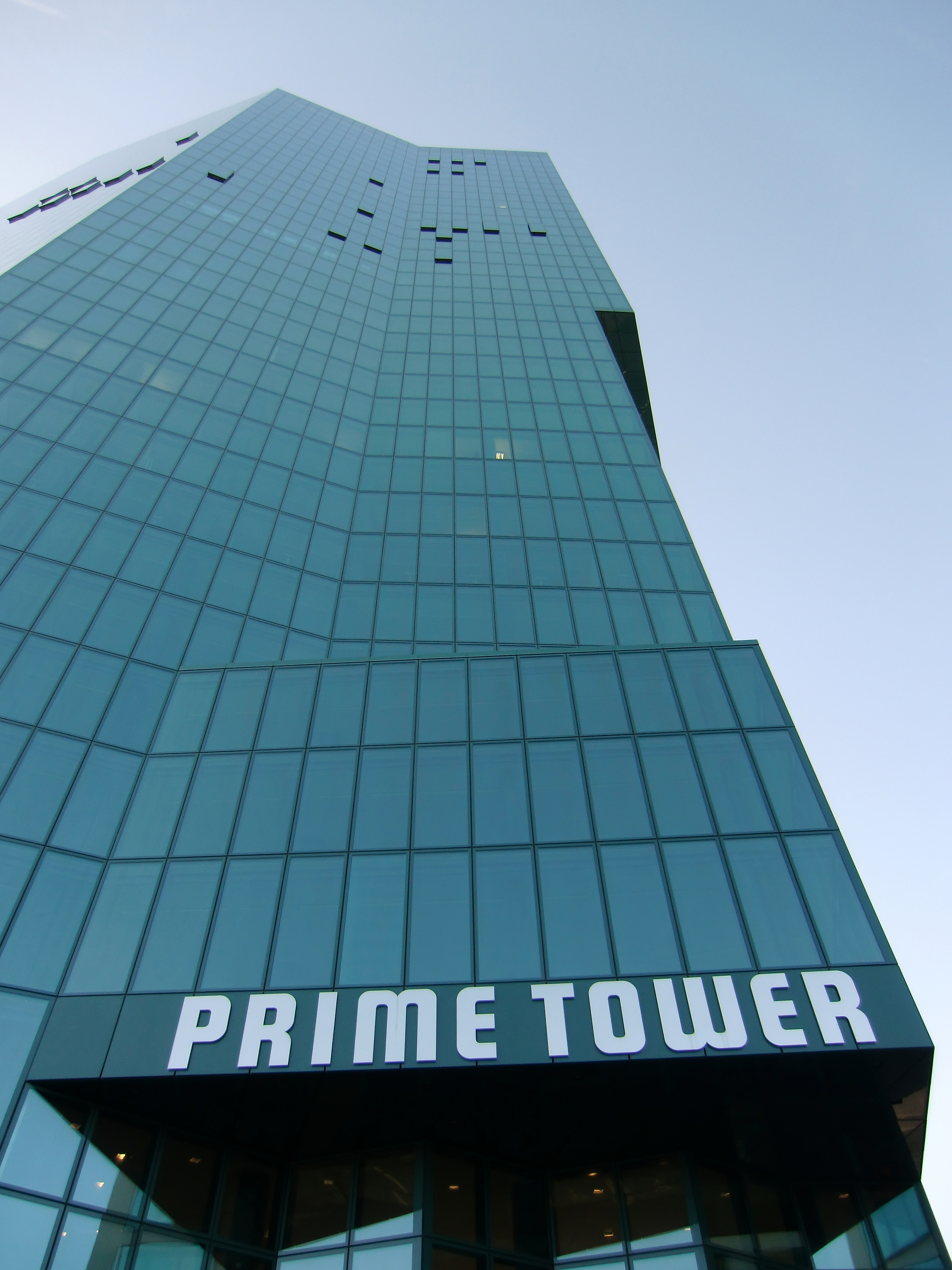
La Prime Tower dans le Kreis 5.

Le Kreis 5 ou Industriequartier, né du partage en 1913 du kreis III, est la plaine entre la Limmat, la Sihl et les voies de chemin de fer. Il est composé d'une partie de l'ancienne commune de Aussersihl (l'autre partie formant le kreis 4) qui a intégré le kreis III en 1893. C'est un ancien quartier industriel qui est devenu le quartier branché de la ville, où sont présentes de nombreuses boîtes de nuit. Une partie devient un quartier d'affaires, avec notamment la Prime Tower.
Le Kreis 6, sur le flanc du Zürichberg, est composé des anciennes communes de Oberstrass et Unterstrass qui ont intégré le kreis IV en 1893.
Le Kreis 7, sur le flanc des Zürichberg et Adlisberg, est composé des anciennes communes de Fluntern, Hottingen et Hirslanden qui ont intégré le kreis V en 1893, ainsi que celle de Witikon qui a intégré le kreis 7 en 1934.
Le Kreis 8 ou Riesbach, né du partage en 1913 du kreis V, est situé sur la rive est du lac de Zurich. C'est l'ancienne commune de Riesbach qui a intégré le kreis V en 1893.
Le Kreis 9 entre la rive gauche de la Limmat et l'Uetliberg, est composé des anciennes communes de Altstetten et de Albisrieden qui ont intégré la ville en 1934.
Le Kreis 10 entre la rive droite de la Limmat et le flanc sud des Hönggerberg et Käferberg est composé de l'ancienne commune de Wipkingen qui a intégré le kreis IV en 1893 ainsi que celle de Höngg qui a formé le kreis 10 en 1934.
Le Kreis 11 sur la plaine au nord des Hönggerberg et Käferberg entre la vallée de Glatt et le Katzensee, est composé des anciennes communes d'Affoltern, d'Oerlikon et de Seebach qui ont intégré la ville en 1934.
Le Kreis 12 ou Schwamendingen, dans la vallée de Glatt au nord du Zürichberg, est composé de l'ancienne commune de Schwamendingen qui a intégré la ville en 1934.

## Histoire

Évolution de Zurich au cours du temps
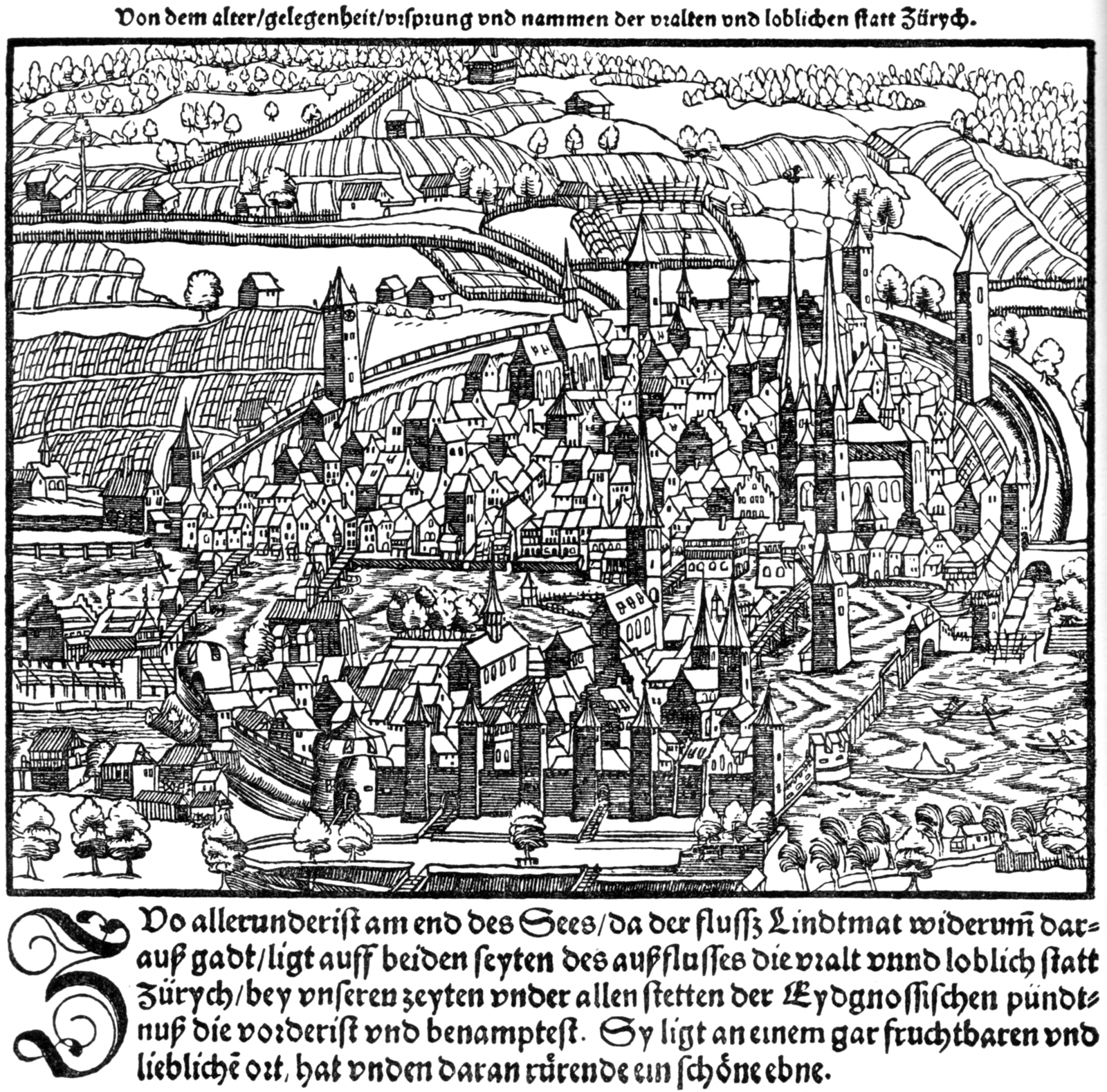
Zurich en 1548 d'après les chroniques de Stumpf.
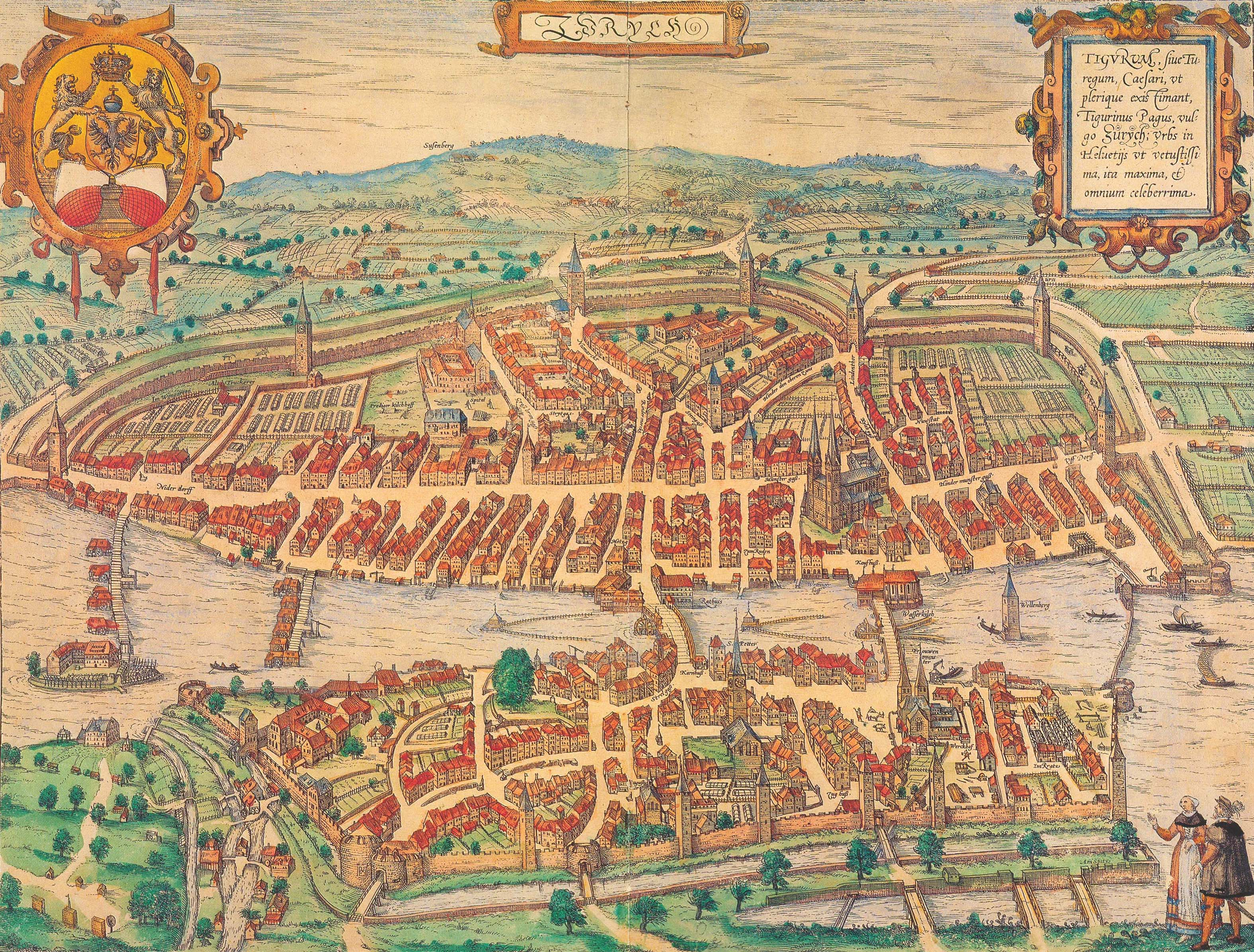
Zurich en 1581.
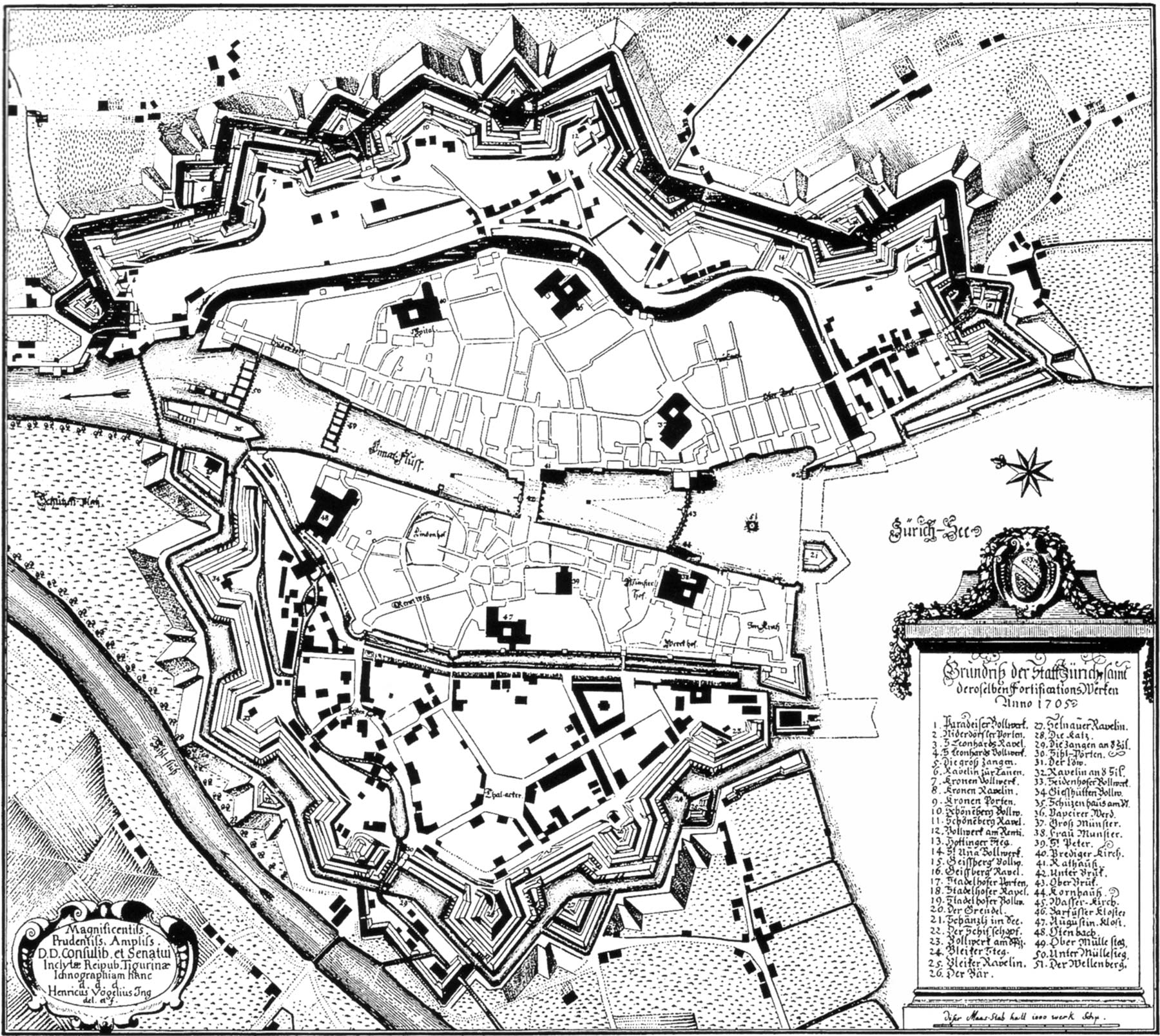
Plan de la ville en 1705.
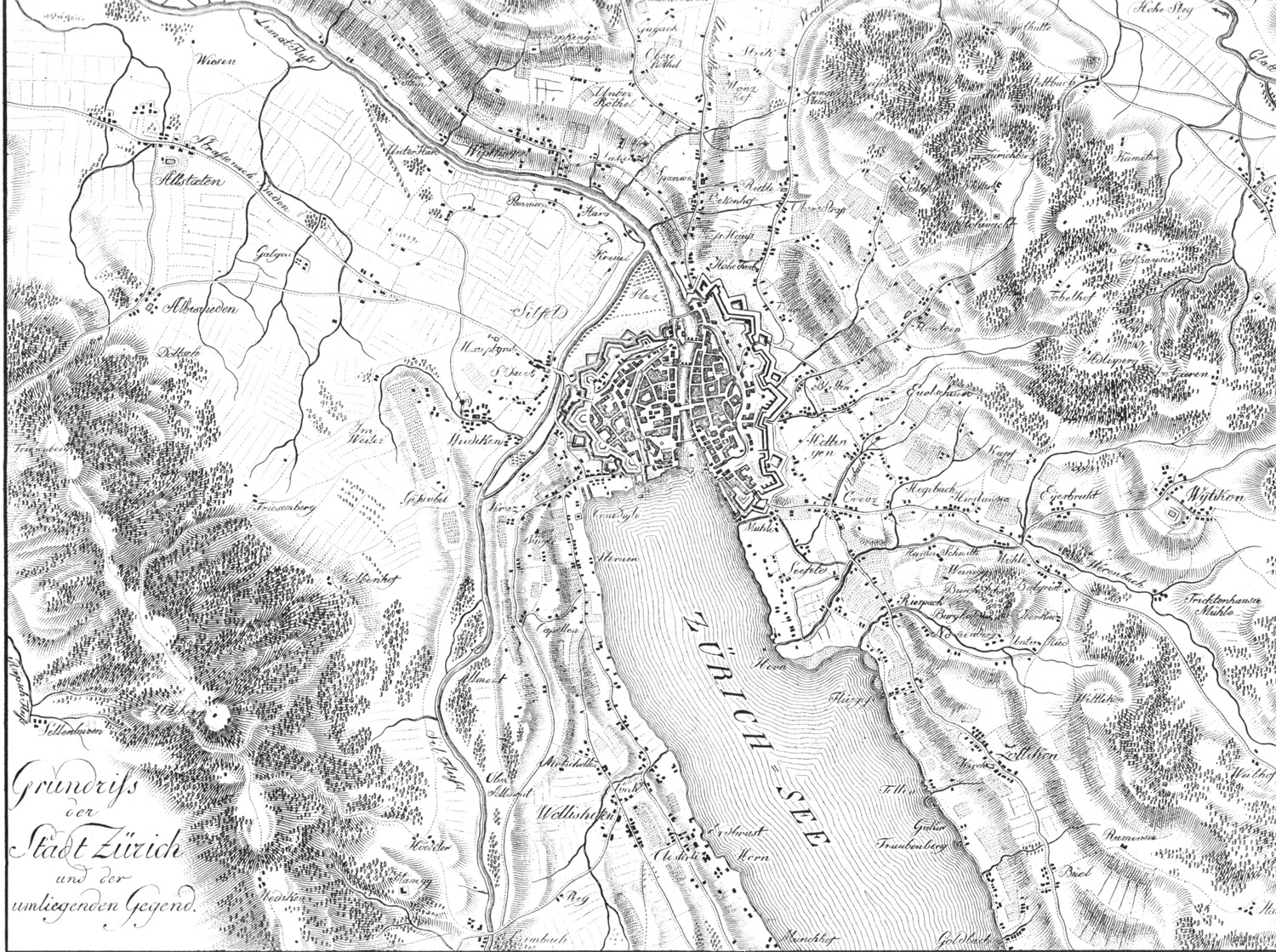
Plan en 1800.
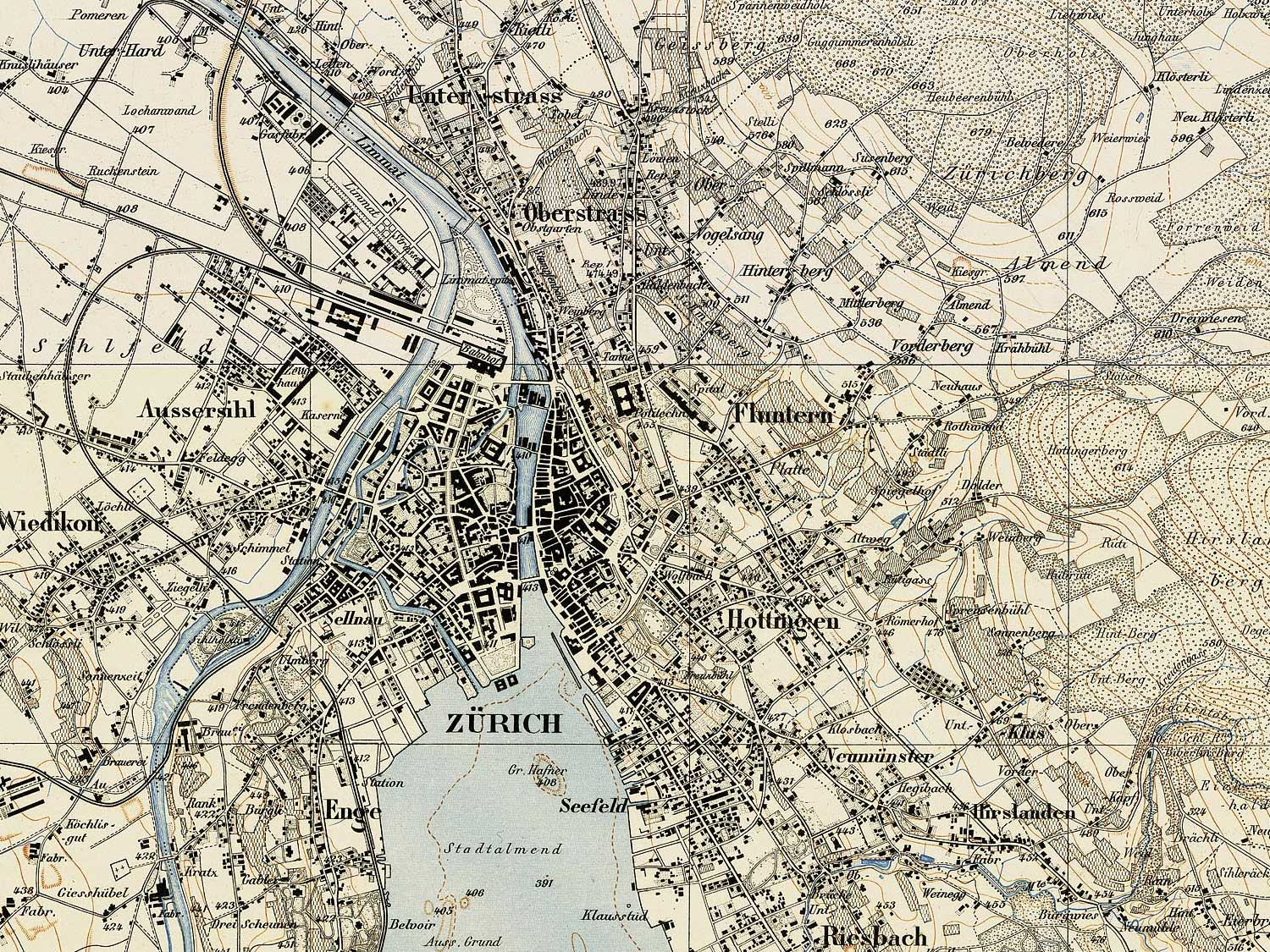
Plan en 1881.
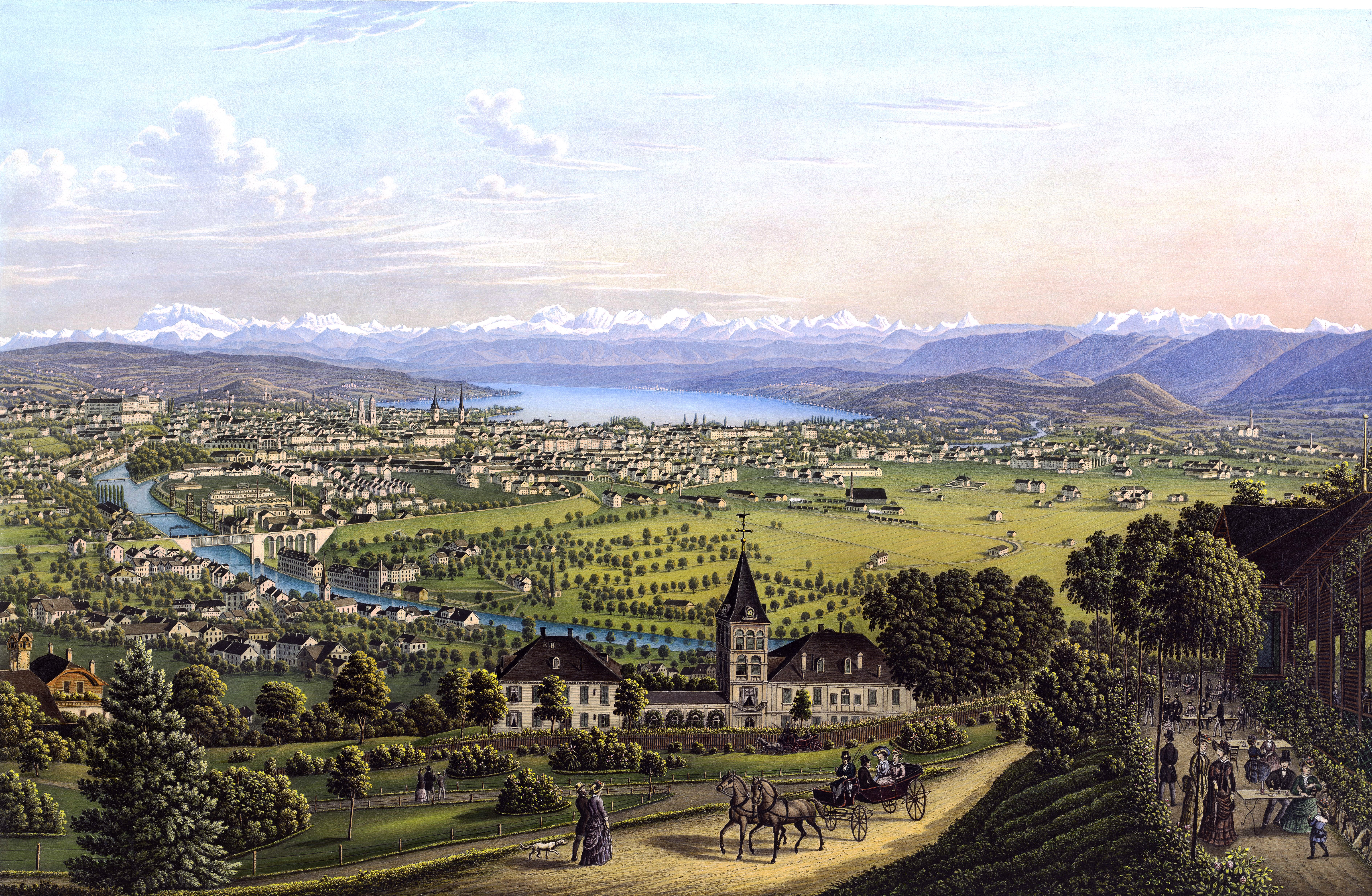
Vue générale de Zurich prise de la Waid autour de 1884.
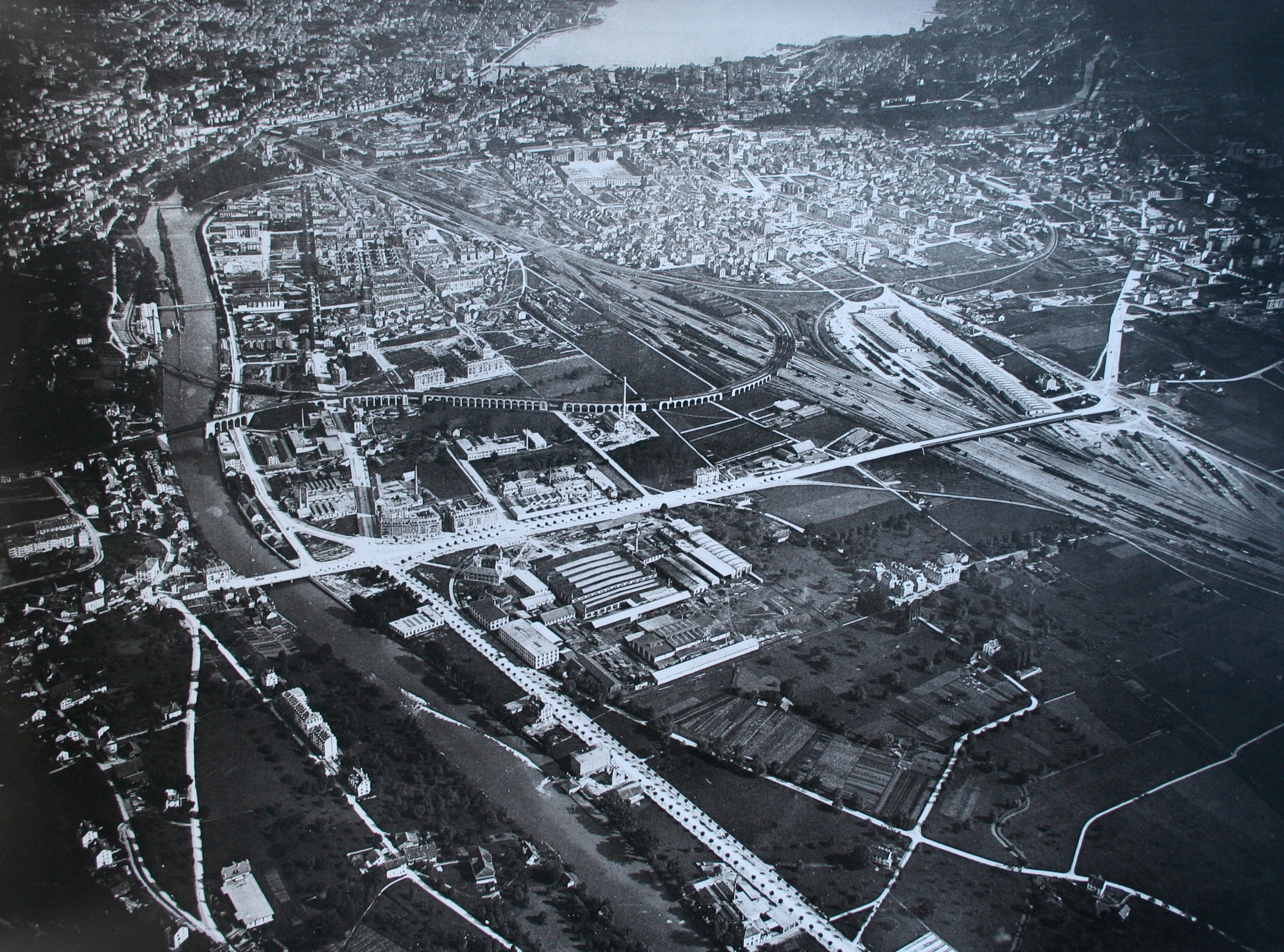
Photo aérienne de 1904.
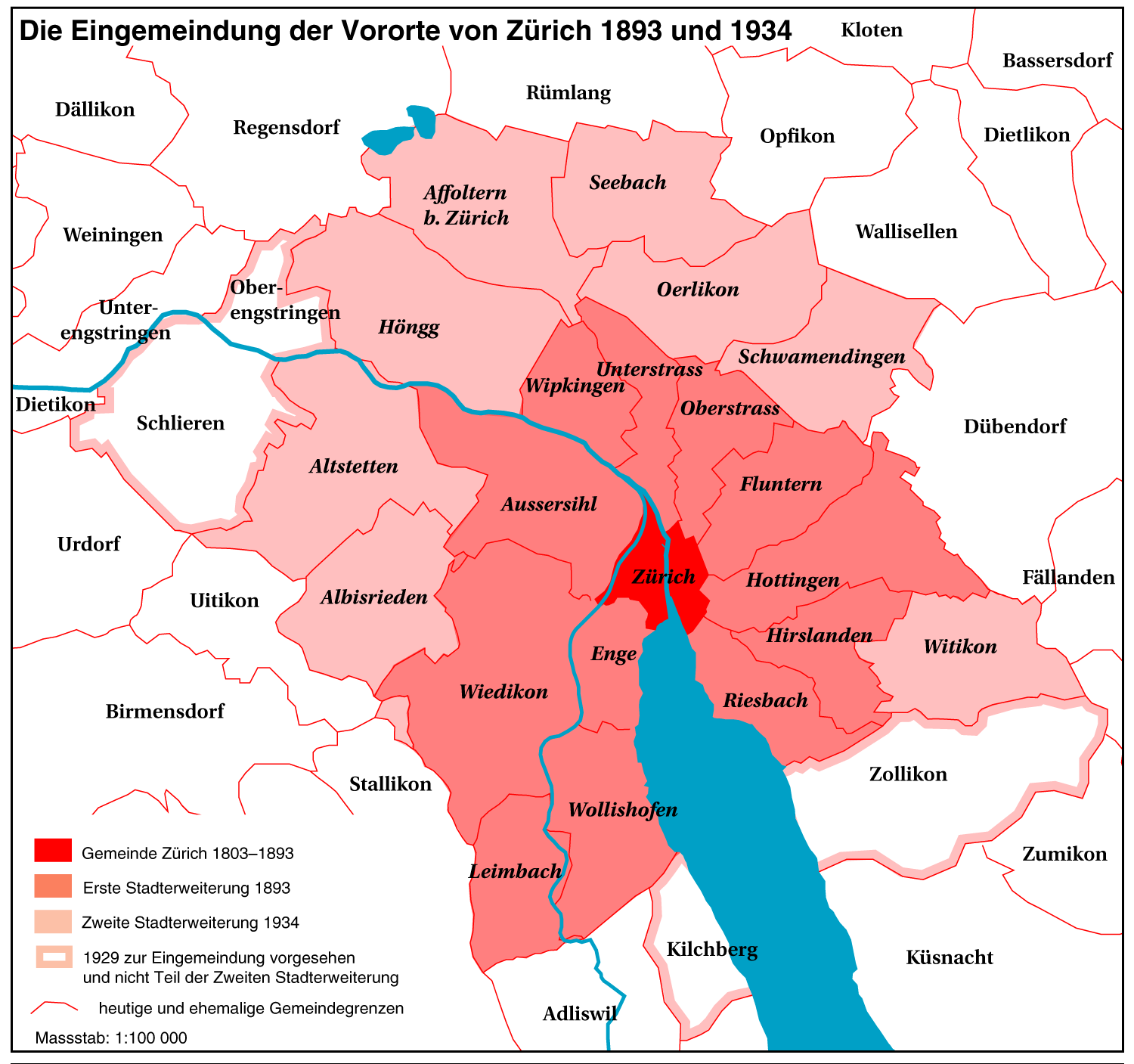
Agrandissement de la ville en 1893 et 1934.

Zurich fut longtemps considérée comme une fondation de l'Empire romain, mais des fouilles archéologiques ont démontré que les Celtes y avaient des peuplements dès la première moitié du Ier siècle av. J.-C., et en 2017 y fut découvert la tombe d'une femme noble décédée vers 200 av. J.-C., dont le cercueil fut sculpté dans un tronc d'arbre. Une garnison romaine s'est ensuite établie sur un promontoire, nommé "Taricum", pôle de défense pour l'empire, mais surtout poste de douane qui contrôlait les échanges transitant par la rivière Limmat et le lac de Zurich entre les vallées alpines et le sud de l'Allemagne.
Taricum fut détruite au Ve siècle par les Alamans, puis reconstruite.
Zurich devint ville libre impériale en 1218, entra dans la Confédération suisse en 1351 et y prit une grande importance, grâce à l’acquisition de nombreuses seigneuries voisines et à la prospérité de son artisanat textile. Ulrich Zwingli introduisit la réforme à Zurich à partir de 1519. La ville et le canton furent gouvernés jusqu’à la révolution libérale de 1830 par une riche bourgeoisie protestante ; ils se démocratisèrent progressivement dans le courant du XIXe siècle. À partir du milieu du XIXe siècle, Alfred Escher, homme politique suisse surnommé le tsar de Zurich, impulse une modernisation de la ville (chemin de fer) et cofonde de nombreuses institutions ou compagnies de premier plan comme le Crédit suisse ou l'École polytechnique fédérale de Zurich. La ville s'industrialise alors, suivant un mouvement général en Europe. Ville accueillant de nombreux artistes, philosophes, réfugiés politiques, elle est le lieu, par exemple, où au XXe siècle Lénine et Trotsky élaborent leur doctrine du communisme (à l'Odéon), et où Hugo Ball fonde le dadaïsme (en 1916 au cabaret Voltaire).

### Des origines à la période romaine (Néolithique -Vesiècle)

Vue de Zurich pendant la colonisation romaine.

Les recherches archéologiques montrent que, comme pour toute la Suisse, la région zurichoise fut habitée dès le Néolithique. Les Helvètes celtes occupant la région s'installèrent en grande partie aux alentours du lac de Zurich. Après la conquête de l'Helvétie orientale par l'empire romain en l'an 15 av. J.-C., la bourgade de Zurich (à l'époque Turicum) passa de la Germanie supérieure à la Gallia Belgica. Bien que n'étant qu'un Vicus, Zurich fut, surtout en raison de sa situation sur les routes de transit, un poste de douane important. La ville romaine se trouvait sur l'île entre la Limmat et la Sihl, près du lac. Aujourd'hui encore des restes de thermes peuvent être vus à la Thermengasse.
L'invasion de la Suisse actuelle par les Alamans commença à partir de 260. Avec la réforme impériale de l'an 289 de l'empereur Dioclétien, Zurich fit partie de la province Maximum Sequanorum. Au IVe siècle par la décision de l'empereur Valentinien Ier de protéger les frontières vers le Rhin, des fortifications de la ville furent entreprises.

À partir du retrait romain de 401, les fortifications de la ville furent détruites. Ce qui arriva à la population gallo-romaine est encore inconnu de nos jours.

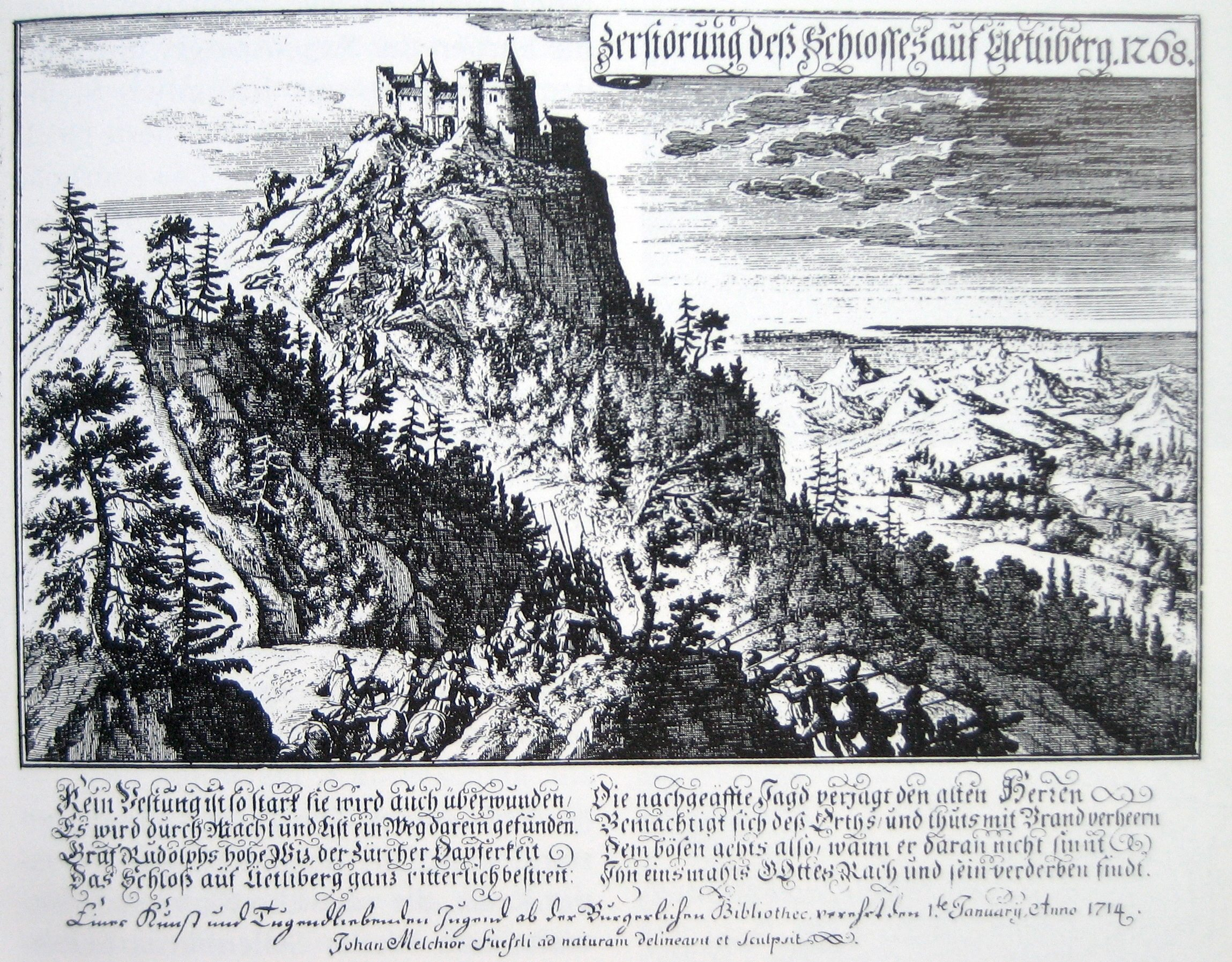
Château de l'Uetliberg sur une gravure de 1768.

### Période germanique (Vesiècle- 1351)
Après l'invasion des Alamans, quelques fortifications subsistèrent dans l'actuel quartier de Lindenhof. Le plus ancien manuscrit sur Zurich date des années 610 environ, il fut écrit par le moine missionnaire Colomban de Luxeuil, en mission pour évangéliser les Alamans de la région. L'anonyme de Ravenne (ou géographe de Ravenne) y fit des cartes géographiques entre 700 et 800. En 730 Zurich fut intégrée à l'empire franc, et plus précisément à la francie orientale, dirigée plus tard par Louis II de Germanie. Il n'y a que peu de signes de cette époque, et la plupart sont des légendes. Certaines de ces légendes peuvent faire penser que le duc Uotila s'installa sur l'Uetliberg, ou que Charlemagne fit un palatinat à Zurich ; mais d'autres ne s'intègrent pas correctement dans l'histoire : par exemple, Charlemagne se serait installé à Zurich. 

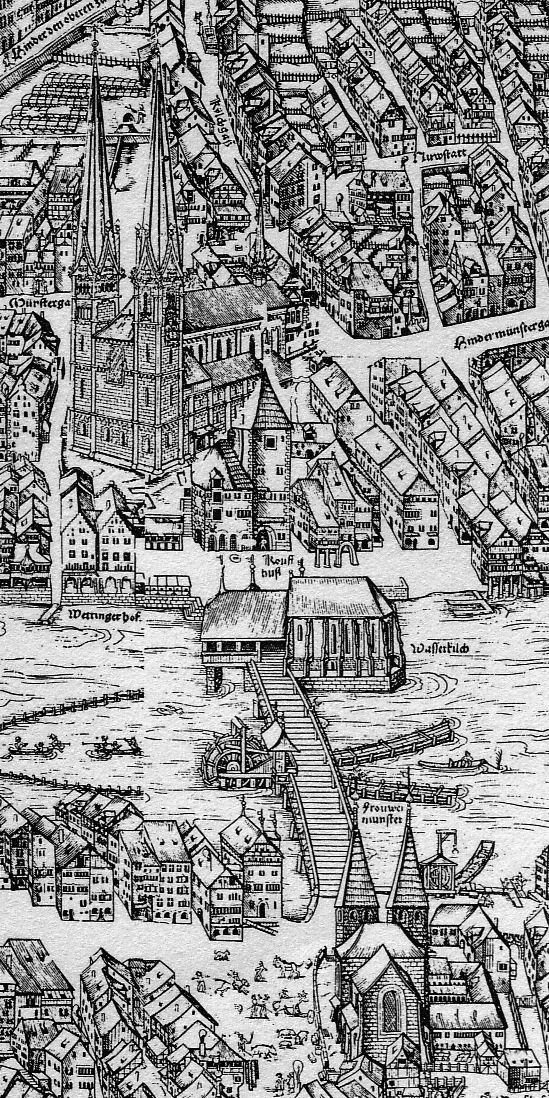
L'axe de procession entre la Grossmünster, en haut, la Wasserkirche, au milieu, et la Fraumünster en bas, en 1576.

En 853, Louis le Germanique fit installer un couvent de femmes à Zurich, lui octroyant de nombreux droits, et y plaçant sa fille Hildegarde. Sur le site de l'actuelle Fraumünster, le couvent, le château de Lindenhof, servirent à montrer aux Alamans que Louis II comptait garder ce territoire contre les invasions.
Les plus vieilles traces archéologiques de Zurich, sont une église à Höngg datant du VIIIe siècle, et la première partie du couvent de Fraumünster, datant de 874. Le couvent fut consacré aux saints patrons de la ville, Saint Felix et Regula. Un axe de procession fut créé entre la Grossmünster, la Wasserkirche et la Fraumünster. Cet axe joua un grand rôle dans la vie religieuse et politique de la ville jusqu'à la réforme. Avec la création d'un prieuré, une grande partie du commerce passant par le Limmattal et le Glattal en dépendait. Le prieur possédait des terrains tout autour du lac de Zurich, plus de nombreux hangars et entrepôts dans la région. Les chanoines exerçaient la juridiction des autres monastères et églises de la région.
Au Moyen Âge, la ville était décrite comme comportant plusieurs centres, dont les principaux étaient la Fraumünster avec l'église Saint-Pierre et la Grossmünster de l'autre côté de la Limmat. À partir des IXe et Xe siècles, la ville commença à s'étendre plus rapidement et fut reconnue comme une civitas. L'importance du palatinat étant en constante augmentation, son influence augmenta de même. Ainsi en 940, des reliques et des livres hongrois furent entreposés à Zurich depuis le couvent de Disentis. Aux XIe et XIIe siècles, Zurich prit encore de l'importance par l'augmentation rapide de la population et par son influence, sous la direction des Ottoniens et des Francs Saliens. Au milieu du XIIe siècle, l'évêque Otto von Freisig décrit la ville de Zurich comme la plus noble de Souabe.
À ses portes, la ville portait cette inscription : « Zurich, noble par la richesse de beaucoup de choses ».
Vers la fin du XIIe siècle, la ville était dirigée par le Saint Empire Germanique et un bailli sujet du roi y gouvernait. Ce poste fut principalement détenu par les familles de Zähringen et de Lenzburgen. À partir de 1258, l'influence du roi Frédéric II du Saint-Empire augmenta et celle du bailli baissa. Pendant ce siècle, la ville s'organisa politiquement et fut dotée d'un conseil municipal et de différents organes de juridiction. En raison de la lutte entre l'empereur Frédéric II et la papauté, les églises perdirent petit à petit de l'importance et de l'influence dans le commerce de la ville, tout en gardant une place centrale. Cependant la confortable position politique de la ville se raffermit en 1262, lorsque Richard de Cornouailles prit la tête de l'empire ; de nombreux privilèges durent être abandonnés. Des contestations éclatèrent dans la ville contre les barons de Regensberg et, avec le soutien de la population, le comte Rodolphe Ier du Saint-Empire affirma son influence et les Regensberg furent écartés. À côté de ces différents événements, le monastère de l'Uetliburg fut détruit ainsi que différents châteaux de la région. Au milieu du XIIIe siècle, une guerre contre Winterthour éclata et les Zurichois subirent de lourdes pertes, mais hérissèrent le Lindenhof de piques et résistèrent. À la fin de la guerre, l'influence de l'armée sur le conseil municipal baissa en faveur des commerçants. Après la mort de Rodolphe I et avec, en 1291, le pacte entre les trois cantons fondateurs de la Suisse, la ville de Zurich se distança des Habsbourg.
Vers 1300, la ville de Zurich devait compter environ 8 000-9 000 habitants.

### Zurich dans l'ancienne Confédération suisse (1351-1798)
Zurich rejoint la Confédération suisse le 1er mai 1351 en tant que cinquième membre. Le nouveau canton est expulsé de la Confédération en 1440 en raison d'une guerre avec les autres États membres sur le territoire de Toggenburg, puis reprend sa place en 1450.
Au cours de la deuxième moitié du XVe siècle, Zürich réussit à accroître sensiblement le territoire sous son contrôle, à gagner la Thurgovie (1460), Winterthour (1467), Stein am Rhein (1459 / 84) et Eglisau (1496). De 1468 à 1519, Zurich fut le siège de la diète fédérale.

#### Réforme (1519-1531)
Zwingli lança la Réforme en Suisse alors qu'il était le principal prédicateur de la ville à la Grossmünster. Il commençait sa prédication systématiquement par Matthieu à la différence de presque tous les autres prêtres qui prêchaient à travers le cycle liturgique des textes émis par l'Église de Rome. Il vécut et prêcha à Zurich de 1484 jusqu'à sa mort en 1531, date de la défaite de Zurich dans la deuxième guerre de Kappel.
Il traduisit la Bible dans la langue allemande, de manière indépendante de Martin Luther, pour que sa lecture soit accessible au peuple, cette traduction continue d'être étudiée encore de nos jours.

#### Époque moderne: la république de Zurich (1531 - 1798)
Au cours des XVIe et XVIIe siècles, le patriciat et le conseil de Zurich adoptèrent une attitude de plus en plus aristocratique et isolationniste. Les familles qui dominaient la vie politique, économique et culturelle de Zurich se nommaient Bonstetten, Brun, Bürkli, Escher vom Glas, Escher vom Luchs, Hirzel, Jori, Kilchsperger, Landenberg, Manesse, Meiss, Meyer von Knonau, Mülner et von Orelli. Un signe de cette tendance a été l'élévation d'un deuxième cercle d'impressionnants remparts que la ville a construit en 1624 sous l'impulsion de la guerre de Trente Ans. Les fonds nécessaires à cet ambitieux projet ont été imposés sur la question des territoires sans consultation, résultant en des révoltes qui ont été écrasées par la force. En 1648, la ville a changé son statut officiel de Reichsstadt à République, comme Venise et Gênes.

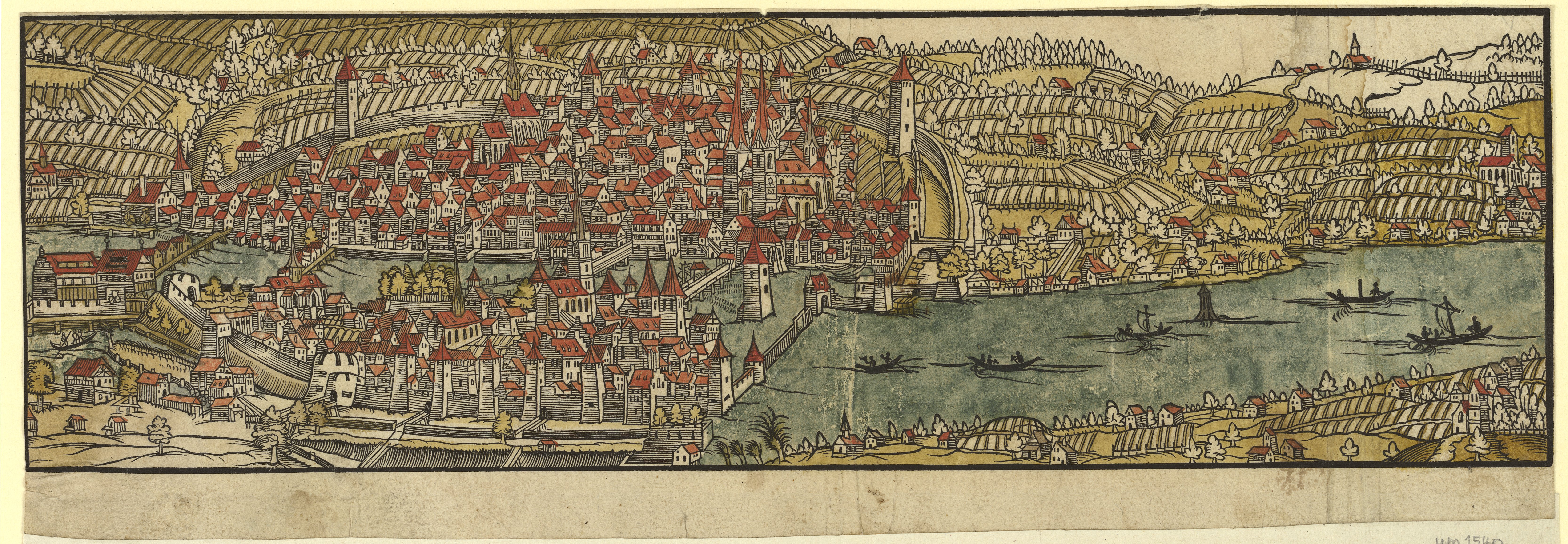
Zürich en 1540.

### Époque contemporaine (depuis 1798)

Photo aérienne (1961).

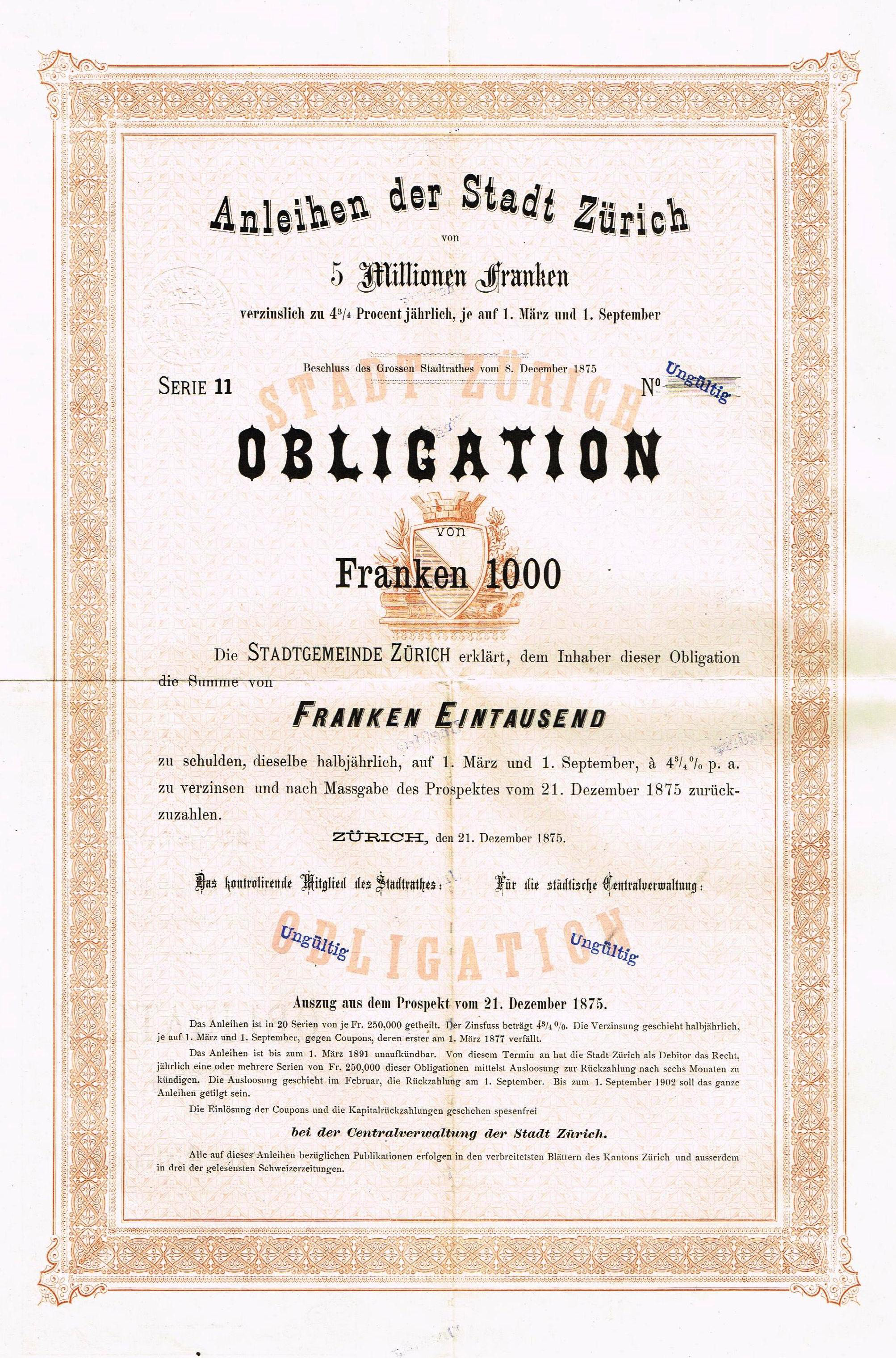
Obligation de la ville de Zurich en date du 21 décembre 1875.

En 1798, l'ancienne confédération suisse est envahie par les troupes révolutionnaires françaises. Zurich est atteinte en 1799 et ses environs sont restés célèbres dans l'histoire militaire en raison des deux batailles de 1799 des guerres de la Révolution française. Lors de la première bataille de Zurich (du 2 au 5 juin), les Français sous le commandement du général Masséna, sur la défensive, sont attaqués par les Autrichiens sous le commandement de l'archiduc Charles, Masséna bat alors en retraite derrière la Limmat avant que l'engagement n'ait atteint une étape décisive. La deuxième bataille de Zurich, beaucoup plus importante, a eu lieu le 25 et le 26 septembre : Masséna, après avoir forcé le passage de la Limmat, attaque et défait les Russes et leurs alliés autrichiens placés sous le commandement de Korsakov.
En 1873, la ville ouvre en même temps que Lausanne la troisième bourse des valeurs de Suisse, 23 ans après la première à Genève et 20 ans après la deuxième à Bâle.
Lors de la Seconde Guerre mondiale, une flotte aérienne britannique bombarde le quartier industriel de Wipkingen.
En 1968, l’émeute du Globus marque le début des mouvements contestataires de la jeunesse.

## Politique et administration
La ville est plutôt étiquetée centre gauche sur l'échiquier politique suisse. Toutefois, les dirigeants du principal parti d'extrême droite (Union démocratique du centre), Christoph Blocher et Ueli Maurer, sont zurichois.

### Exécutif
| Le conseil de ville. |                                    |                   |
| Nom                  | Département                        | Parti             |
| Corine Mauch         | Département présidentiel           | PSS               |
| Daniel Leupi         | Finance                            | Les Verts         |
| Richard Wolff        | Police                             | Liste alternative |
| Claudia Nielsen      | Santé et environnement             | PSS               |
| Filippo Leutenegger  | Génie civil et gestion des déchets | PLR               |
| André Odermatt       | Bâtiment                           | PSS               |
| Andres Türler        | Services industriels               | PLR               |
| Gerold Lauber        | Écoles et sport                    | PDC               |
| Raphael Golta        | Social                             | PSS               |

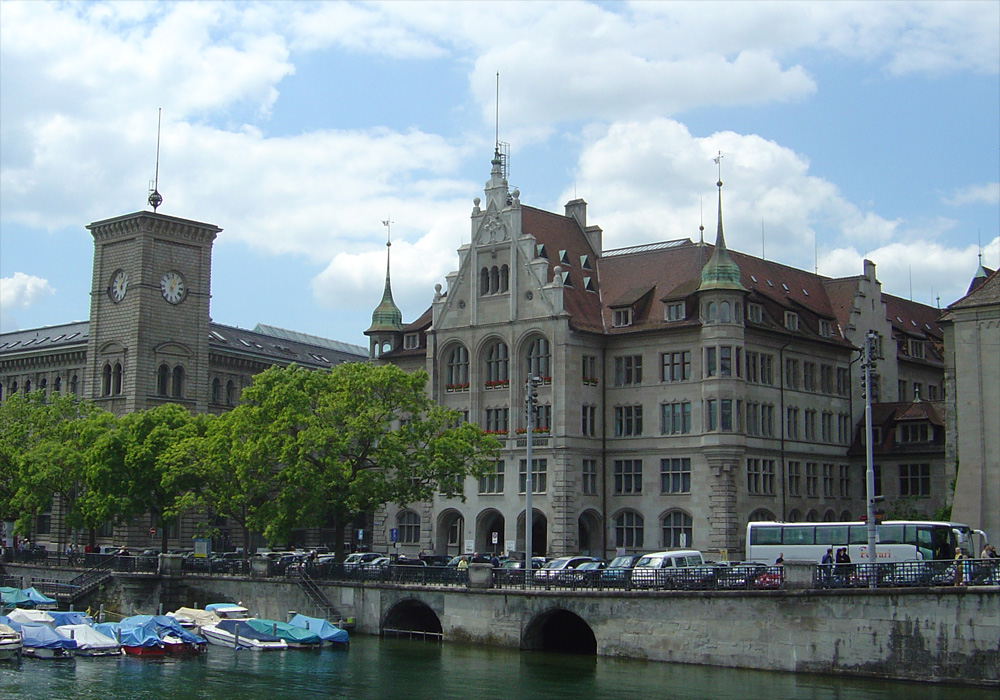
Le Stadthaus.

Le conseil de ville (Stadtrat), formé d'un collège de neuf membres, est l'organe exécutif de la ville de Zurich. Il gère l'administration municipale. Les conseillers sont élus tous les quatre ans par le peuple selon le système majoritaire. L'un d'entre eux assume la fonction de président de commune et est responsable du département présidentiel. Chacun des conseillers est responsable d'un département.
L'actuel maire de la ville (Stadtpräsidentin) de Zurich est Corine Mauch, en fonction depuis l'élection spéciale de mars 2009, organisée à la suite du départ en avance d'Elmar Ledergerber de ce poste.
Les neuf départements ou organes du conseil sont :
- Le département présidentiel (Präsidialdepartement) gère la coordination du conseil de ville et commande les bases des décisions administratives et politiques. Il emploie environ 500 personnes. Ce département dirige les domaines de la culture, des musées, de la population, l'urbanisation, l'égalité des sexes, les archives et les statistiques. Son siège est l'hôtel de ville.
- Le département de la police (Polizeidepartement) s'occupe de la police de la ville, de la police juridique et des équipes de protections et de sauvetages (sapeur pompier...). Les locaux du département se situent au 1 Bahnhofquai.
- Le département du génie civil et de la gestion des déchets (Tiefbau- und Entsorgungsdepartement) s'occupe de l'élimination des déchets, le génie civil et la gestion des parcs. Il emploie environ 1 600 personnes.
- Le département de la santé publique et de l'environnement (Gesundheits und umweltdepartement) s'occupe de toutes les fonctions urbaines, de la protection de l'environnement, des soins de santé et des cuisines de la ville.

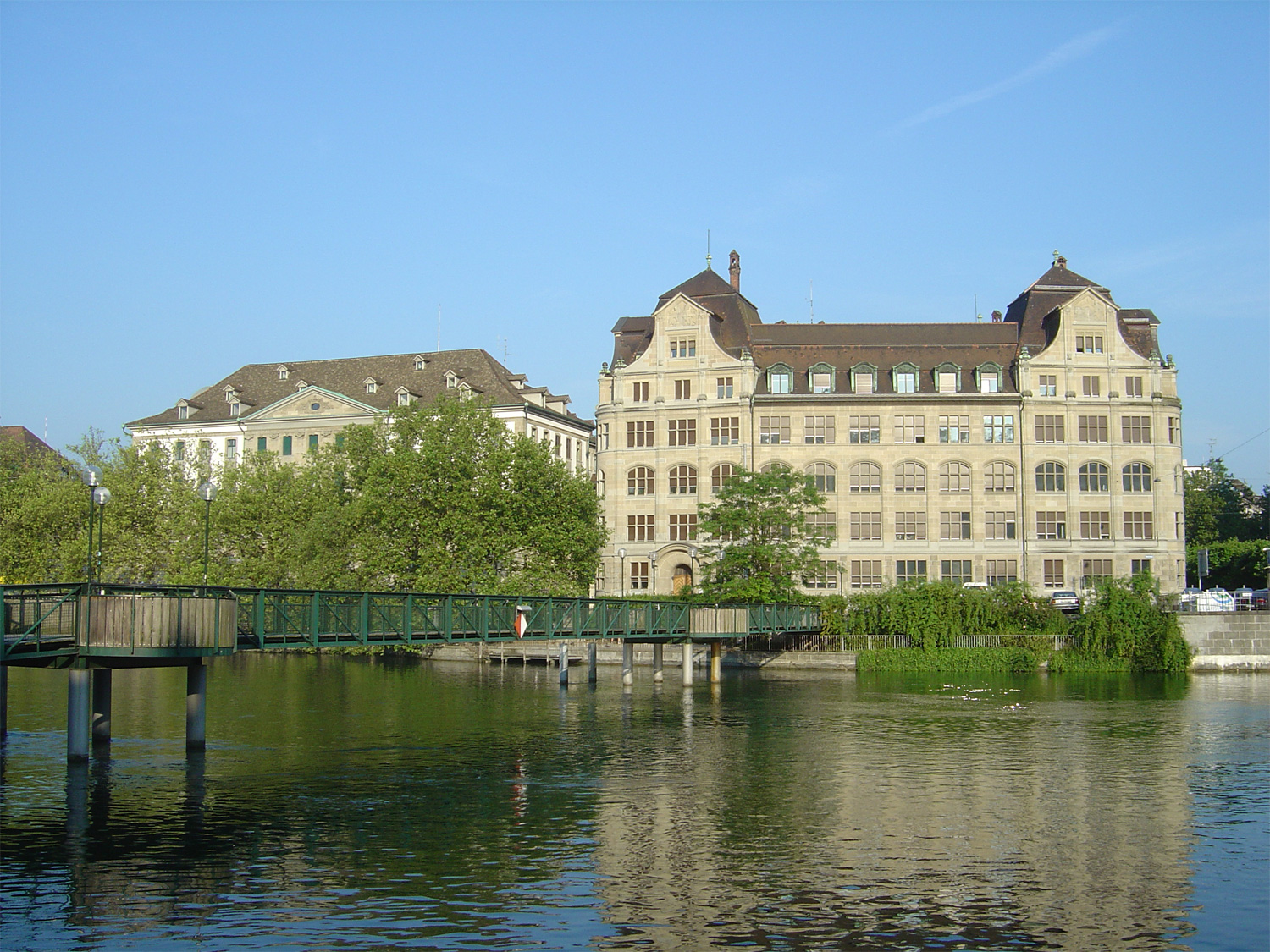
Bâtiment de Bahnhofquai.

- Le département des constructions (Hochbaudepartement) s'occupe de la gestion des bureaux de l'administration communale, de l'entretien des monuments historiques, des permis de constructions, du bureau d'archéologie de la ville et des architectes de la ville.
- Le département de la finance (Finanzdepartement) s'occupe de l'administration financière de la commune, de la fiscalité, de la gestion du personnel, de l'organisation informatique et de la gestion des actifs immobiliers.
- Le département des entreprises industrielles (Industriellen Betriebe Département) s'occupe de l'approvisionnement en eau, gaz et électricité ainsi que des transports publics urbains. Il emploie environ 3400 personnes.

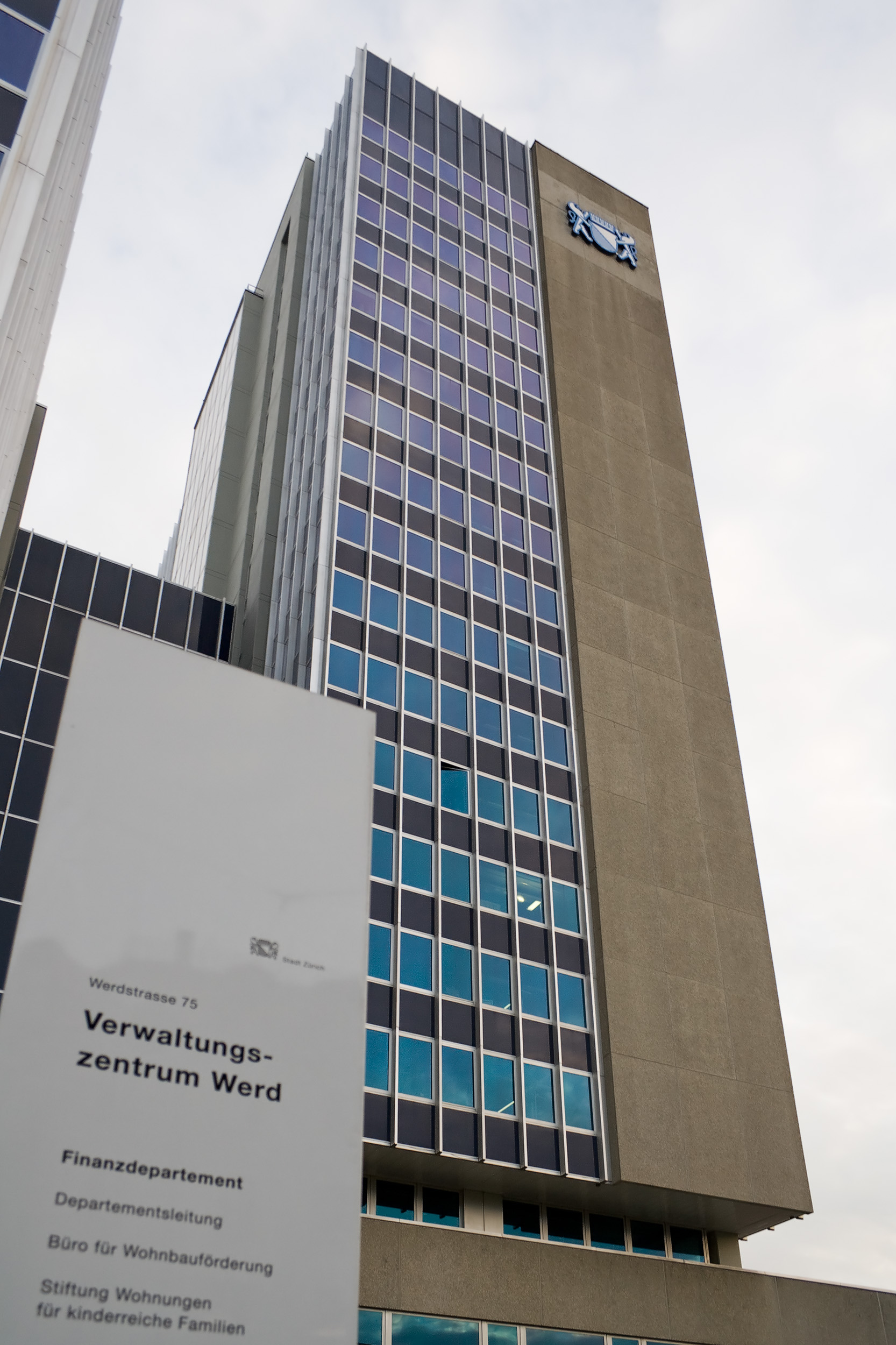
Le Werdhochhaus concentre une partie des activités municipales.

- Le département des écoles et des sports (Schule und Sportdepartement) s'occupe de l'enseignement primaire et des complexes sportifs communaux.
- Le département du service social (Sozialdepartement) s'occupe du service social communal et du service de tutelle. Le service social comprend entre autres : la protection d'existence ; l'aide aux immigrés, alcooliques, drogués et sans-abri ; les garderies ; les ensembles socio-culturels.

Les différents départements sont un peu dispersés dans toute la ville. Cependant, peu avant la Première Guerre mondiale, Gustav Gull proposa de construire un grand hôtel de ville rassemblant la totalité des activités municipales à l'Uraniastrasse, sur la rive gauche de la Limmat. Le projet ne fut qu'en partie réalisé, en partie à cause d'un manque croissant de place dès la construction des nouvelles structures.
Actuellement[C'est-à-dire ?], la municipalité tente à nouveau de centraliser ses lieux de travail. C'est pour cette raison qu'elle a installé une partie de ses activités dans le Werdhochhaus, une tour construite entre 2001 et 2005.

### Législatif
| Nombre de sièges par parti.                     |      |      |      |      |      |      |      |      |
| Parti                                           | 2022 | 2018 | 2014 | 2010 | 2006 | 2002 | 1998 | 1994 |
| Parti socialiste suisse (PSS)                   | 37   | 43   | 39   | 39   | 44   | 49   | 49   | 43   |
| Parti libéral-radical (PLR)                     | 22   | 21   | 21   | 17   | 19   | 20   | 26   | 28   |
| Les Verts                                       | 18   | 16   | 14   | 15   | 14   | 10   | 7    | 5    |
| Vert’libéraux                                   | 17   | 14   | 13   | 12   | 0    | 0    | 0    | 0    |
| Union démocratique du centre (UDC)              | 14   | 17   | 23   | 24   | 24   | 31   | 26   | 19   |
| Liste alternative/Parti suisse du Travail (PdT) | 8    | 10   | 9    | 5    | 5    | 3    | 2    | 2    |
| Le Centre                                       | 6    | 0    | 6    | 7    | 10   | 9    | 8    | 10   |
| Parti évangélique suisse                        | 3    | 4    | 0    | 4    | 6    | 2    | 1    | 2    |
| Démocrates suisses (DS)                         | 0    | 0    | 0    | 2    | 3    | 0    | 1    | 4    |
| Alliance des Indépendants (AdI)                 | 0    | 0    | 0    | 0    | 0    | 0    | 4    | 7    |
| Autres                                          |      | 0    | 0    | 0    | 0    | 1    | 1    | 0    |

Le conseil municipal (en allemand : Gemeinderat) est composé de 125 membres, c'est l'organe législatif de la ville de Zurich. Les conseillers municipaux sont élus tous les quatre ans par le peuple à la proportionnelle selon la méthode « double Pukelsheim » c'est-à-dire un système qui tient compte du découpage de la ville en neuf circonscriptions électorales.

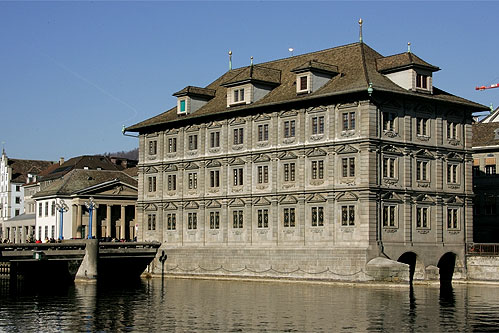
L’Hôtel de ville de Zurich.

Ce processus permet de représenter équitablement chaque district de la ville. Cependant, pour empêcher un trop gros morcellement du paysage politique qui empêcherait d'avancer rapidement dans les décisions, un quota de 5 % des voix par parti et par district a été fixé pour pouvoir être représenté au conseil municipal.

### Administration cantonale
La ville de Zurich est également le siège de l'administration du canton de Zurich, avec les départements suivants : Chancellerie, Justice et intérieur, Sécurité, Finance, Économie, Santé, Éducation et Construction.

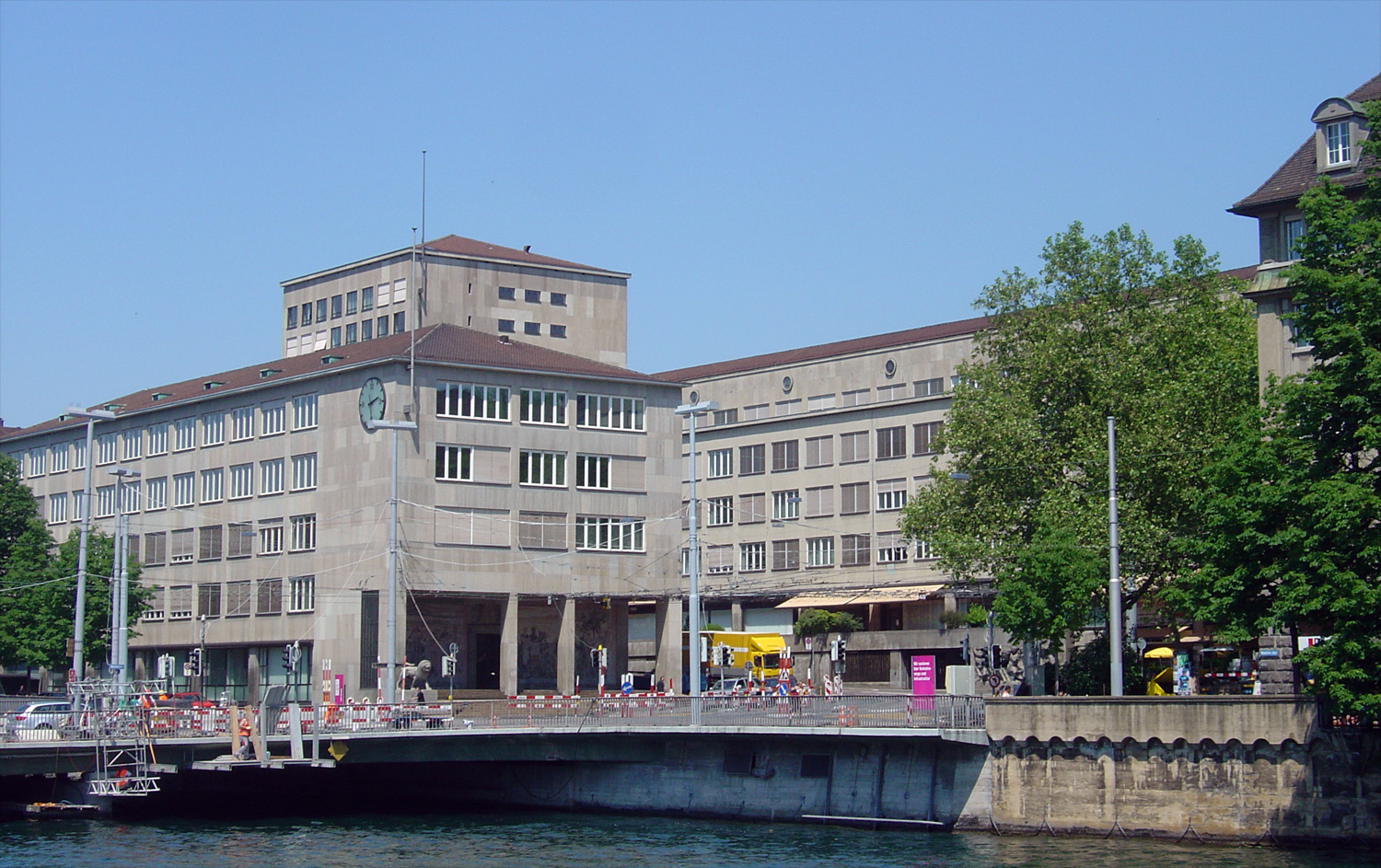
Le bâtiment de l'administration cantonale.

À Zurich se trouvent principalement :
- Le pouvoir exécutif : le Conseil d'État (en allemand : Regierungsrat) compte 7 membres élus à la majorité par le peuple.
- Le pouvoir législatif : le Grand Conseil (en allemand : Kantonsrat) compte 180 membres élus à la proportionnelle par le peuple.
- Le pouvoir judiciaire avec les tribunaux cantonaux : le Tribunal administratif, le Tribunal des assurances sociales, le Tribunal du commerce et la Cour de cassation ainsi que le Tribunal de district de Zurich, qui emploie environ 400 personnes.

En ville de Zurich, l'effectif de l'administration publique cantonale est de 12 000 emplois « équivalent plein-temps » en 2005, soit 4,25 % de la population active.

### Représentation de la ville dans les institutions fédérales

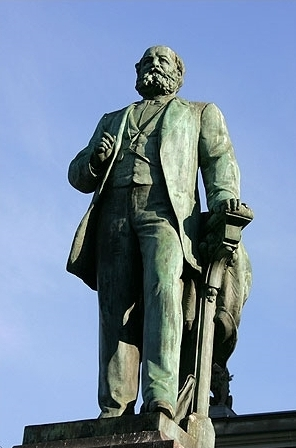
Monument Alfred Escher sur la Place de la Gare.

Dans l'ordre chronologique quelques personnalités politiques de la ville de Zurich ayant notamment été conseiller fédéral ou membre de l'Assemblée fédérale :
- Alfred Escher : Membre de la Diète fédérale (1846) ; conseiller national (1848 – 1882) ;
- Albert Meyer : conseiller fédéral (1930 – 1938) ;
- Ernst Nobs : conseiller fédéral (1944 – 1951) ; conseiller aux États (1935-1942) ; conseiller national (1919-1943) ;
- Willy Spühler : conseiller fédéral (1959 – 1969) ; conseiller aux États (1955-1959) ; conseiller national (1938-1955) ;
- Elisabeth Kopp : conseillère fédérale (1984 – 1989) ; conseillère nationale (1979-1984).

Le canton de Zurich a droit à 34 sièges sur 200 au Conseil national.
Autres personnalités marquantes du canton de Zurich :
- Ueli Maurer : conseiller national (1991 - 2008)[21] ; président de l'UDC (1996 - 2008)[22] ; conseiller fédéral (2008 – 2022) ;
- Christoph Blocher : conseiller fédéral (2004 – 2007) ; conseiller national (1979 - 2003) ;
- Moritz Leuenberger : conseiller fédéral (1995 - 2010) ; conseiller national (1979 - 1995).

### Jumelages
| Ville | Ville          | Pays | Pays       | Période                   |
| ----- | -------------- | ---- | ---------- | ------------------------- |
|       | Kunming,       |      | Chine      | depuis le 17 février 1982 |
|       | San Francisco, |      | États-Unis | depuis 2003               |
|       | Vinnytsia      |      | Ukraine    | depuis 2010               |

Après le partenariat avec Kunming en 1982, l’administration zurichoise a développé, dès 1987, un programme de développement pour la ville chinoise en contribuant à la mise en place du plan directeur de Kunming pour l’adduction en eau potable et l’évacuation des eaux usées.
En guise de remerciement, Kunming a offert à Zurich un jardin chinois qui a ouvert en 1994. Il est situé au bord du lac de Zurich.
Par la suite les responsables chinois ont sollicité de l'aide à la ville de Zurich pour développer un système de tramway en mesure de faire face au boom économique et démographique.

## Démographie
Les statistiques pour 2023 recensent 433 989 habitants sur le territoire communal de Zurich et 1 091 732 pour l'agglomération en 2005.
Deux événements liés à la révolution industrielle vont transformer la ville et permettre un fort développement de la population : la destruction, entre 1833 et 1903, des fortifications qui encerclent la ville et le développement du chemin de fer avec le Spanisch-Brötli-Bahn, dès 1847, puis cinq ans plus tard les liaisons nationales et internationales.
En 1850, au début des recensements fédéraux, on comptait 41 585 habitants, trente ans plus tard le double : 86 890 habitants et la population double encore vingt ans plus tard : 168 021 en 1900.
La croissance reste soutenue jusqu'à son apogée vers 1960, puis la population baisse fortement jusqu'en 1980 pour ensuite se stabiliser jusqu'en 2000, date du dernier recensement fédéral.
Actuellement[C'est-à-dire ?], la tendance est de nouveau à la hausse de la population.
En 2006, le bilan de population, 2 608 personnes, est positif : il est dû pour une grande part au solde migratoire positif de 2 315 personnes, l'excédent de naissance étant de 379.
| - 1850 : 41 585 habitants - 1860 : 51 616 - 1870 : 65 668 - 1880 : 86 890 - 1888 : 103 862 - 1900 : 168 021 (Y compris 66 581 habitants des communes fusionnées en 1893) - 1910 : 215 488 - 1920 : 234 808 - 1930 : 290 837 | - 1941 : 336 395 habitants (Y compris 41 118 habitants des communes fusionnées en 1934) - 1950 : 390 020 - 1960 : 440 170 - 1970 : 422 640 - 1980 : 369 522 - 1990 : 365 043 - 2000 : 363 273 - 2007 : 376 453 |

### Population
La ville compte environ 370 000 habitants intra-muros. De la population totale de la ville, en 2007, 261 592 (69,25 %) sont de nationalité suisse et 114 861 (30,75 %) de nationalité étrangère.
Parmi les différentes nationalités, on trouve dans l'ordre décroissant (avec les pourcentages par rapport au total des étrangers / par rapport au total de la ville) des pays ou régions de provenance :
| - 24 876 Allemands (21,7 % / 6,5 %), - 13 787 Italiens (12,0 % / 3,7 %), - 12 939 d'autres pays de l'Union Européenne (11,3 % / 3,5 %), - 11 503 Asiatiques (10,0 % / 3,1 %), - 10 888 Serbes et Monténégrins (9,5 % / 2,9 %), - 7 981 Portugais (6,9 % / 2,1 %), - 4 667 Espagnols (4,1 % / 1,25 %), | - 4 578 Turcs (4,0 % / 1,23 %), - 4 367 Africains (3,8 % / 1,17 %), - 3 683 Autrichiens (3,2 % / 0,99 %), - 2 615 Macédoniens (2,3 % / 0,7 %), - 2 472 Croates (2,2 % / 0,66 %), - 2 078 Bosniaques (1,8 % / 0,56 %). Le solde provenant des autres pays. |

En octobre 2007, on recense 5 462 chômeurs, soit un taux relativement faible de 2,6 %. Par contre, les 14 000 personnes au bénéfice d'aide sociale représentent 4 % de la population totale de la ville.

### Pyramide des âges
En 2023, le taux de personnes de moins de 30 ans s'élève à 31,8 %, similaire à la valeur cantonale (31,6 %). Le taux de personnes de plus de 60 ans est quant à lui de 19,1 %, alors qu'il est de 23,2 % au niveau cantonal.
La même année, la commune compte 218 032 hommes pour 215 957 femmes, soit un taux de 50,2 % d'hommes, supérieur à celui du canton (49,9 %).
| Hommes | Classe d’âge | Femmes |
| ------ | ------------ | ------ |
| 0,6    | 90 ans ou +  | 1,5    |
| 5,2    | 75 à 89 ans  | 7,7    |
| 10,9   | 60 à 74 ans  | 12,2   |
| 20,3   | 45 à 59 ans  | 18,8   |
| 30,4   | 30 à 44 ans  | 29,1   |
| 18,5   | 15 à 29 ans  | 17,2   |
| 14,2   | - de 14 ans  | 13,6   |

| Hommes | Classe d’âge | Femmes |
| ------ | ------------ | ------ |
| 0,6    | 90 ans ou +  | 1,3    |
| 6,9    | 75 à 89 ans  | 8,9    |
| 13,8   | 60 à 74 ans  | 14,8   |
| 21,5   | 45 à 59 ans  | 20,6   |
| 24,6   | 30 à 44 ans  | 23,9   |
| 17,0   | 15 à 29 ans  | 15,9   |
| 15,5   | - de 14 ans  | 14,7   |

### Langues
L'allemand est la langue officielle en usage à Zurich, la langue usuelle parlée est cependant le Züridütsch, un dialecte suisse allemand. Certaines communautés pratiquent d'autres langues telles que le français et l'italien, deux autres langues nationales suisses, mais aussi l'anglais, pour le travail. Les minorités étrangères pratiquent leurs langues, principalement le serbe, le croate, l'albanais ou le turc.
| Classement par langue principale en l'an 2000 : - allemand et suisse allemand (77,7 %), - italien (4,7 %), - langues de l'ex-Yougoslavie (2,4 %), - espagnol (2,2 %), - français (2,1 %), - anglais (1,8 %). | Les langues parlées au travail dans le canton de Zurich en l'an 2000 : - suisse-allemand (97,9 %), - allemand (54,7 %), - anglais (34,2 %), - français (21,1 %), - italien (14 %). |

L’allemand standard est fortement utilisé en comparaison d'autres régions suisses allemandes. L'anglais et le français progressent alors que l'italien régresse.
La ville de Zurich abrite la plus grande communauté, 990 personnes, parlant romanche en dehors du canton des Grisons.

### Religions
Berceau du protestantisme, Zurich est longtemps restée une ville majoritairement protestante. En 1850, plus de 90 % des Zurichois se déclarent protestants. Cependant, la part des Zurichois de confession protestante n'a pas cessé de baisser au fil du temps. En effet, la population de confession catholique-romaine s'est en particulier accrue au point de rattraper en nombre la population protestante dans les années 1980.
Répartition de la population selon la religion en 2000 :
| - Catholiques-romains : 120 853 (33,3 %) - Protestants : 116 630 (32,1 %) - Sans confession ou sans indication : 80 088 (22 %) - Communautés islamiques : 20 888 (5,7 %) | - Chrétiens orthodoxes : 12 490 (3,4 %) - Autres églises et communautés religieuses : 6 097 (1,7 %) - Communauté de confession juive : 4 903 (1,35 %) - Autres communautés chrétiennes : 1 324 (0,4 %) |

En 2006, la part des ressortissants étrangers était de 8 % des protestants et 36 % des catholiques-romains.

### Agglomération
L'agglomération centrée sur la ville de Zurich s'étend sur 132 communes réparties sur les cantons de Zurich, d'Argovie et de Schwytz. Sa surface est de 1 086 km2 et elle comprenait 1 091 732 habitants en 2005. 80 % de la population du canton de Zurich vit dans l'agglomération.
Alors que la population de la ville de Zurich a fortement évolué durant la période 1850 – 1960, la population de l'agglomération a, elle, fortement augmenté durant la période 1940 – 1970 et, à l'inverse de la ville centre, n'a cessé d'augmenter jusqu'à ce jour.
À titre d'exemple, l'évolution de la population du district de Dietikon :
| - 1920 : 13 026 habitants - 1930 : 16 614 - 1941 : 17 386 - 1950 : 21 800 - 1960 : 40 826 - 1970 : 62 476 - 1980 : 67 715 - 1990 : 70 710 |

Zurich est également au centre de l'aire urbaine zurichoise telle qu'elle est définie en Suisse : avec les agglomérations de Winterthour (123 416 habitants), Baden-Brugg (106 736 habitants), Zoug (95 557 habitants), Schaffhouse (61 399 habitants), Rapperswil-Jona-Rüti (46 337 habitants), Wetzikon-Pfäffikon (44 015 habitants), Lachen (31 840 habitants), Frauenfeld (27 005 habitants), Lenzburg (25 903 habitants), Wohlen (20 437 habitants) et la commune d'Einsiedeln (12 622 habitants) Zurich forme une aire urbaine de 2 103 km2 avec 1 680 000 habitants répartie sur six cantons : Argovie, Thurgovie, Saint-Gall, Schwyz, Zoug et Zurich.
Cette aire urbaine, la plus grande de Suisse en superficie et en nombre d'habitants, est le principal centre économique de la Suisse avec une croissance plus forte que la moyenne nationale. Les régions « Zurich-ouest » (vallée de la Limmat) et « Zurich-nord » (vallée de la Glatt) sont celles avec la plus grande demande en développement.
À côté de cette notion statistique et officielle de l’aire urbaine, on parle de « Grand Zurich » (Greater Zurich Area) qui est une notion propre aux milieux des affaires et de l’économie.
Une des définitions de « Grand Zurich » est la possibilité de rejoindre l’aéroport de Zurich en maximum 90 minutes. Cette région comprend environ 3 200 000 habitants.

## Économie

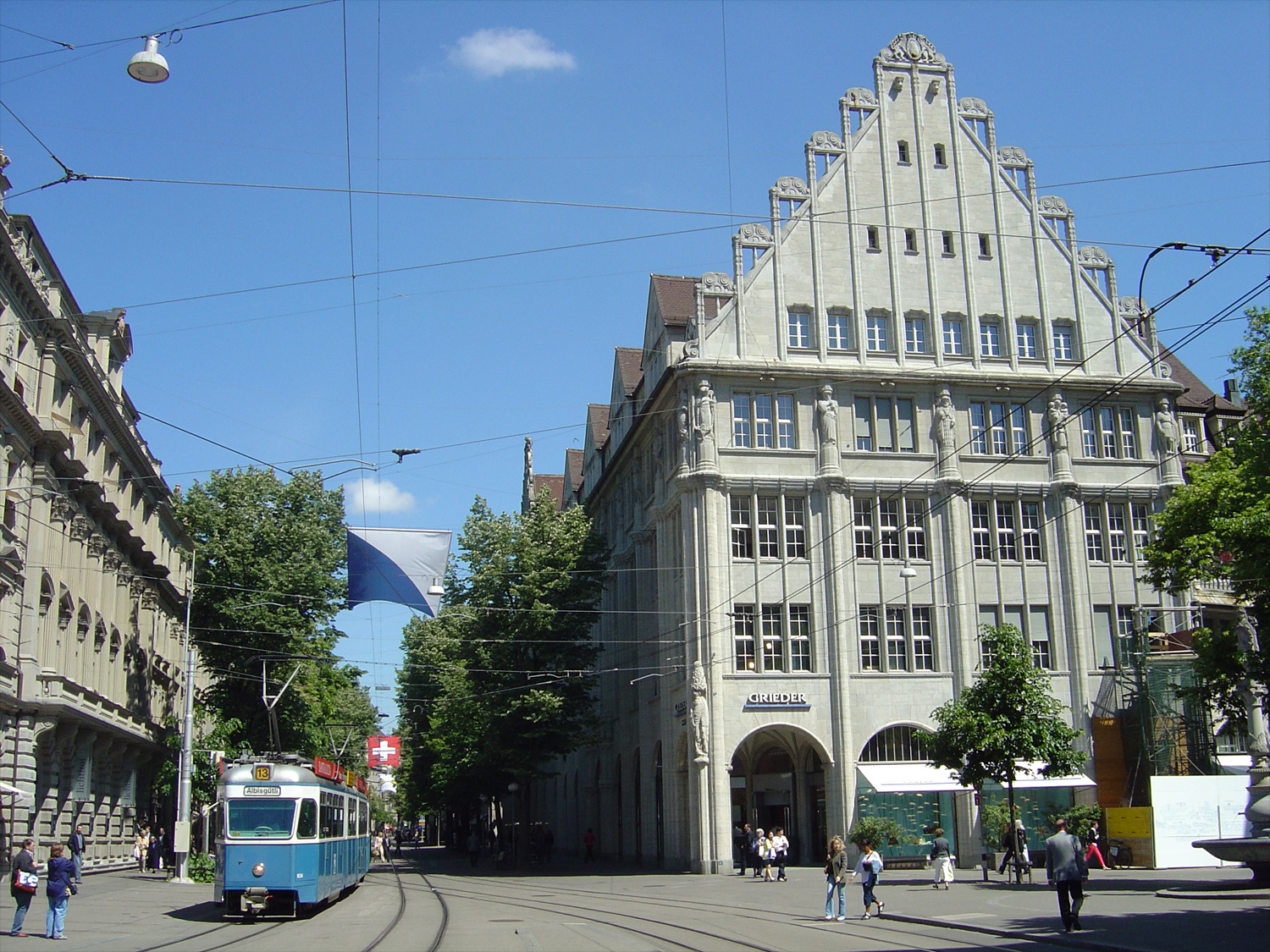
La Bahnhofstrasse, une des rues les plus chères du monde

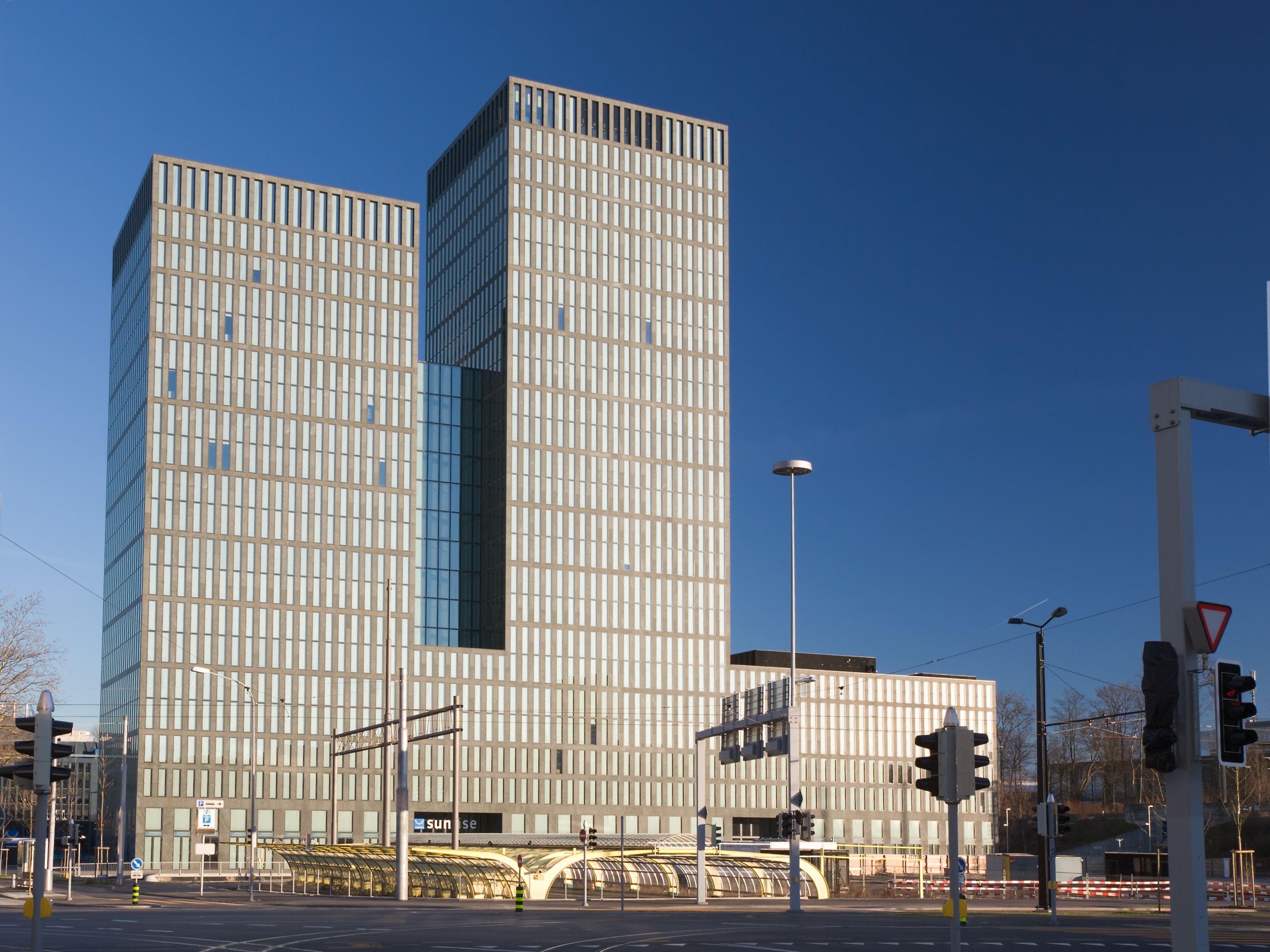
Sunrise Tower

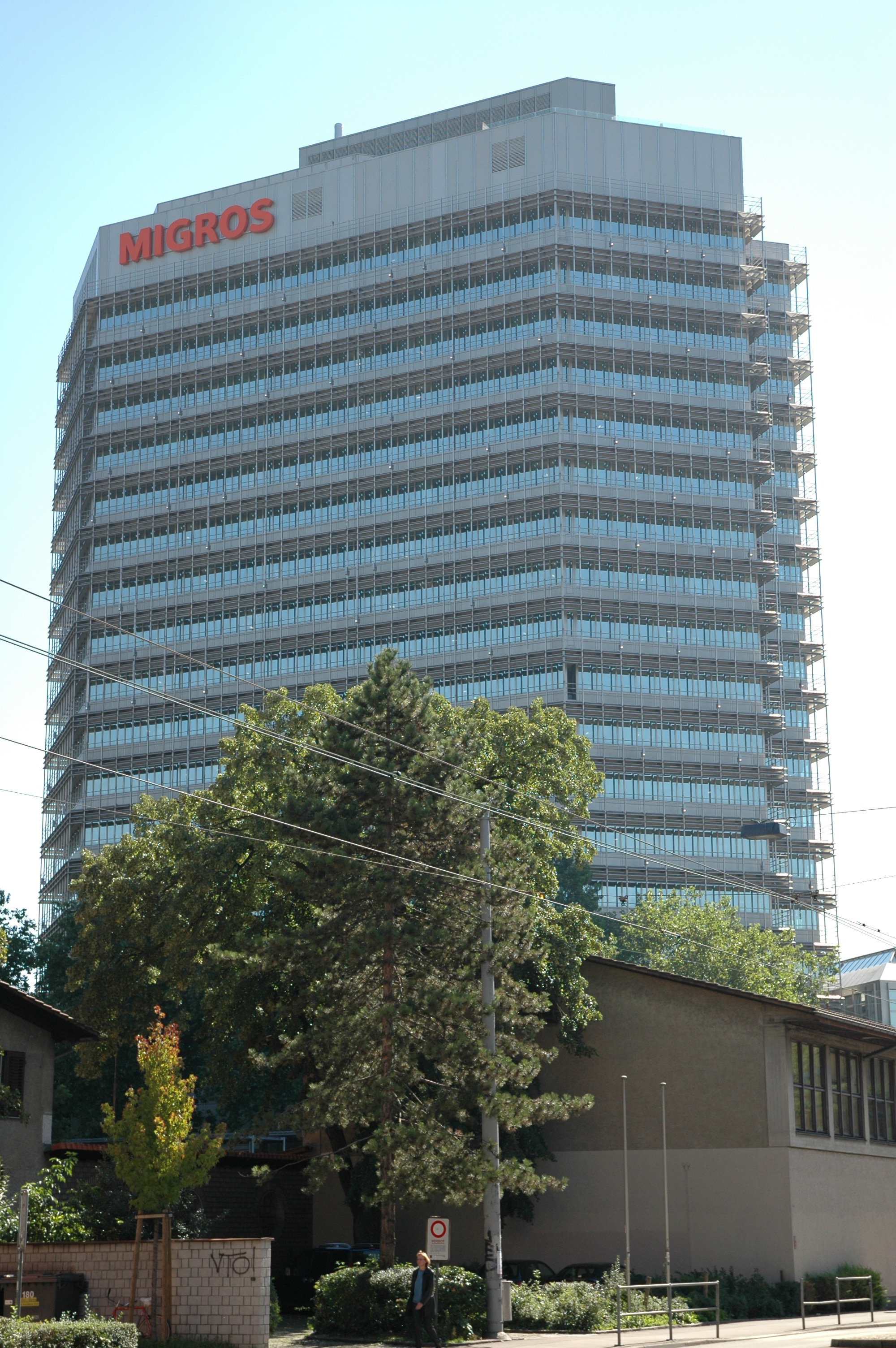
La tour Migros à la Limmatplatz

L’agglomération zurichoise concentre les sièges sociaux de quarante des cent plus importantes entreprises du pays. C’est la plus importante place économique, financière et commerciale de Suisse. Zurich est considérée comme la capitale économique, laissant à Berne la fonction de capitale politique. Son essor économique s’est produit essentiellement à partir de la réussite industrielle et commerciale de la région dès 1850 environ et s'est traduit par une arrivée massive de population à partir du début du XXe siècle.

### Structure de l'économie de la ville
Zurich est une place financière d'importance mondiale, et le siège social de nombreuses entreprises de premier rang. S'y trouvent notamment la bourse nationale, le SIX Swiss Exchange, le siège social de banques mondiales comme celui d'UBS et de Credit Suisse Group, de groupes d'assurance ou de ré-assurance comme Swiss Re ou Swiss Life ou Zurich Financial Services, ou d'entreprises leader dans leur secteur respectif comme ABB (industrie mécanique), Migros et Denner (grande distribution). Une nouvelle place financière est en cours de construction dans l'ancien quartier industriel de Zurich West. Un quartier de gratte-ciels est sorti de terre dont une des premières tours est la Prime Tower, 2e plus haut gratte-ciel de Suisse, dépassé en 2015 par la Roche-Tower de Bâle.
Zürich est également  le siège de grandes organisations internationales, comme la Fédération internationale de football association ou FIFA. Elle accueille aussi l'une des principales implantations de Google sur le continent européen.

### Structure de l'économie de l'agglomération
L'économie de la région zurichoise bénéficie d'un des trois aéroports intercontinentaux de Suisse : l'aéroport de Zurich-Kloten. Les grandes entreprises implantent leurs usines dans l'agglomération, faute de place et de quartiers appropriés en ville centre.

## Médias
Zurich est le siège d'importants groupes de presse suisses de langue allemande tels que Tamedia, Ringier et éditions NZZ.
Le quotidien phare de Tamedia est le Tages-Anzeiger dont le bassin de diffusion est l'agglomération zurichoise. Il est politiquement et économiquement indépendant. Son tirage est d'environ 216 000 exemplaires. Le quotidien existe depuis le 2 mars 1893.
Les autres publications de Tamedia sont une édition du dimanche (SonntagsZeitung), le quotidien gratuit 20 Minuten le plus fort tirage de Suisse avec 420 000 exemplaires, le magazine féminin Annabelle. Tamedia est également présent avec les radio et télévision locales zurichoise : Radio 24 et TeleZüri, tous deux créés par le pionnier de la radio privée Roger Schawinski.
Ringier est le plus important groupe de presse suisse, présent également à l'étranger. Toutes ses publications ont vocation nationale, il édite notamment le Blick et le Sonntags-Blick (journal de boulevard édition de semaine et du dimanche). Deuxième quotidien de Suisse avec 262 000 exemplaires. Les autres publications sont Heute (quotidien gratuit en allemand), L'Hebdo (hebdomadaire en français édité à Lausanne) et le magazine Schweizer Illustrierte, qui existe depuis 1911. Ringier possède 50 % de la chaîne privée de télévision suisse Sat.1 Schweiz qui produit des programmes spécifiques à la Suisse. Par exemple certains matchs de football de la Super League.
Le Neue Zürcher Zeitung (NZZ) est un journal qui paraît pour la première fois le 12 janvier 1780. Proche du parti radical-démocratique son tirage actuel est de 160 000 exemplaires. Ses quatre cahiers traitent l'international, le national, l'économie et la bourse. Avec une édition internationale il est diffusé dans le monde entier. NZZ am Sonntag est l'édition du dimanche. Le groupe NZZ publie d'autres quotidiens et magazines et possède différentes radios et télévisions locales en Suisse.
Il y a également le magazine économique Bilanz (Axel Springer Verlag) et le journal Die Weltwoche qui, lui, est proche de l'UDC zurichoise.
Schweizer Fernsehen et Schweizer Radio DRS sont respectivement la télévision et radio en langue allemande du groupe Société suisse de radiodiffusion et télévision, groupe audiovisuel public de la Suisse. Les programmes de radio SRF 1 et SRF 3 et le journal régional sont produits à Zurich, de même que les programmes de télévision.

## Arts et culture

### Richesse artistique
Zurich est un haut lieu de la culture suisse. La ville joue un rôle prédominant en tant que ville avant-gardiste au niveau artistique, une partie de sa célébrité et de son essor culturel venant des nombreux peintres, compositeurs et écrivains suisses ou étrangers qui y ont séjourné et laissé leur empreinte : Felix Salten, Hermann Hesse, James Joyce, Thomas Mann, Thornton Wilder entre autres. Max Frisch, Johann Heinrich Füssli, Gottfried Keller entre autres y sont nés.
Le mouvement Dada, né au cabaret Voltaire en 1916, en est originaire de même qu'un mouvement d'Art concret s'est développé à l'école des arts décoratif Kunstgewerbeschuhle de Zurich nommée maintenant Zürcher Hochschule der Künste. L'école zurichoise du concret eut un rayonnement mondial avec par exemple Max Bill et Richard Paul Lohse. La fondation et musée Haus Konstruktiv poursuit de nombreuses activités dans ce domaine.
Cette richesse culturelle et artistique fait de Zurich un important centre touristique. La ville abrite notamment le Musée national suisse (Schweizerisches Landesmuseum), qui retrace l’histoire du pays depuis la Préhistoire (objets domestiques, art religieux, fresques, armes, costumes, gravures, orfèvrerie, etc.) et le Musée des Beaux-Arts (Kunsthaus de Zurich) qui rassemble une importante collection d’œuvres d'Edvard Munch, d'Alberto Giacometti et de nombreux autres artistes modernes et contemporains. Après celui de Bâle (Kunstmuseum Basel), ce musée est sans doute le plus important du pays au niveau de sa richesse et de sa diversité. Il est le cadre également d’expositions temporaires de grande qualité.

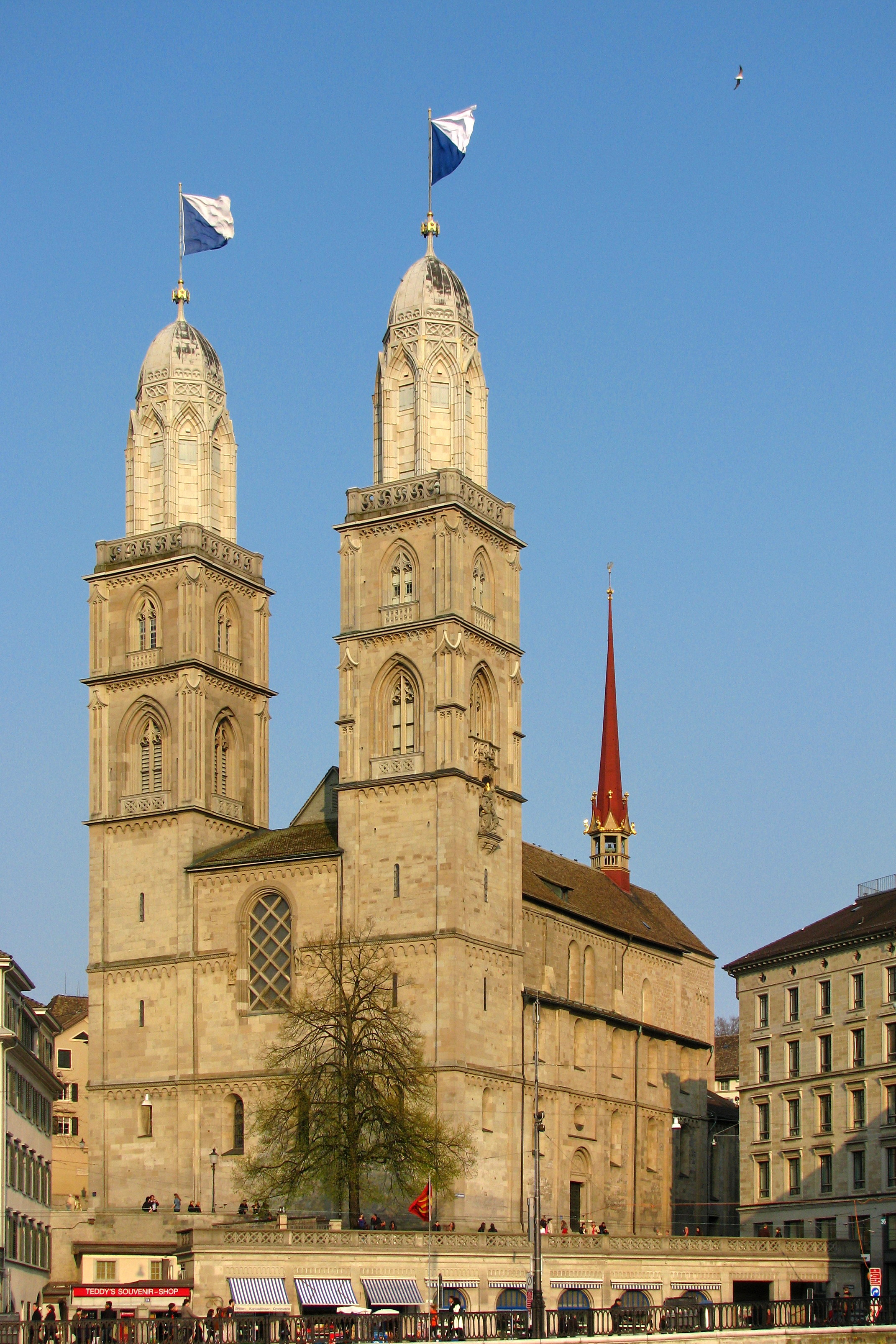
L'église Grossmünster.

### Patrimoine bâti
- L’église Fraumünster, au cœur de la ville, est à visiter pour ses vitraux de Marc Chagall et d’Augusto Giacometti. Elle fut construite en 853 par le roi Louis le Germain, mais une partie fut détruite au XIXe siècle. Abbaye à sa construction, elle fut dissoute avec la réforme.
- L'église Grossmünster. Sa construction commença environ en 1100 sous l'ordre de l'empereur Charles III le Gros. Elle est de style roman. Ce chantier s'achève vers 1220. L'église a été le centre de la réforme en Suisse alémanique sous Ulrich Zwingli.
- L'hôpital ophtalmique (Rämistrasse), en forme de palazzo italien, édifié en 1892-1896 d'après les plans de l'architecte cantonal zurichois Otto Weber[53].
- Le cimetière de Fluntern, sur le Züriberg, colline de l'est de la ville. Deux grands écrivains y ont leur sépulture : James Joyce et Elias Canetti.

### Musées

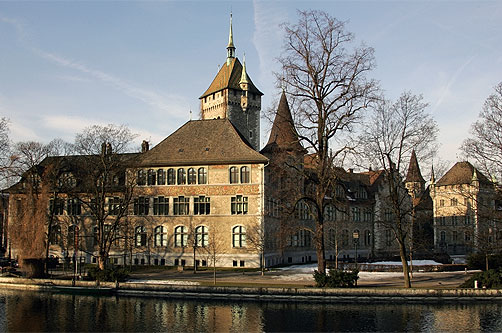
Le bâtiment du musée national suisse

La ville abrite de nombreux musées d'histoire et de culture :
- Musée national suisse (Landesmuseum) : Avec huit musées répartis en divers lieux de Suisse, le bâtiment du musée national suisse à Zurich est le siège et principal musée du groupe. Il dépend directement de la Confédération, pour être plus précis de l'Office fédéral de la culture (OFC). Il a ouvert en 1898 et présente la culture et l'histoire de la Suisse. Une bibliothèque et une photothèque complètent l’offre[54].
- Musée Rietberg (collection d'art oriental)
- Musée du jeu

Les musées d'art :
- Musée des Beaux-Arts (Kunsthaus de Zurich) : Il contient une importante collection d'œuvres européennes allant de la fin du Moyen Âge jusqu'à la période contemporaine. C'est l'une des collections d’art les plus importantes de Suisse.
- Kunsthalle (musée d'art contemporain)
- La fondation et musée Haus Konstruktiv (art concret)
- Museum für Gestaltung (design, artisanat et architecture)
- Centre Le Corbusier - Heidi Weber Museum
- La fondation et Collection Emil G. Bührle
- La Fondation Egon von VietinghoffCentre Le Corbusier
- Helmhaus (expositions d'art contemporain)
- Migros Museum (musée d'art contemporain)

Autres musées :

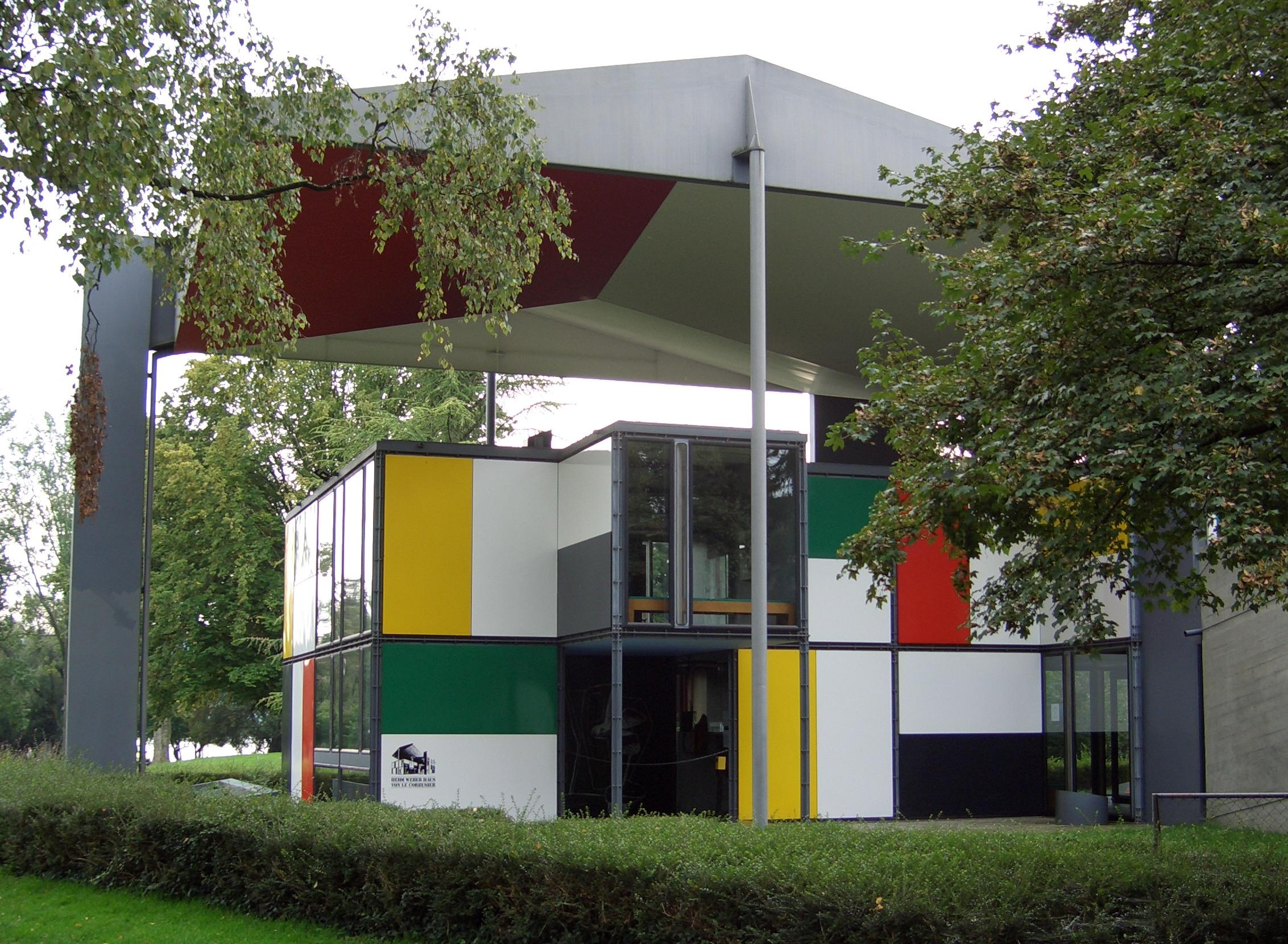
Centre Le Corbusier

- Musée d'histoire de la médecine de Zurich : Il dépend de l'université de la ville. Ce musée retrace le développement de l'art de la guérison à travers les âges depuis la Préhistoire au travers de la plus grande collection du monde[55].
- Musée du tram
- Jardin botanique
- Zoo de Zurich

### Théâtre et salles de concerts
La ville abrite le Schauspielhaus Zürich, théâtre de 750 places, fameux pour avoir été le seul théâtre en langue allemande d'expression totalement libre durant la Seconde Guerre mondiale. Également, l'Opernhaus y est présent ainsi qu'une salle de concert pour la musique classique, la Tonhalle.

### Festivals et événements

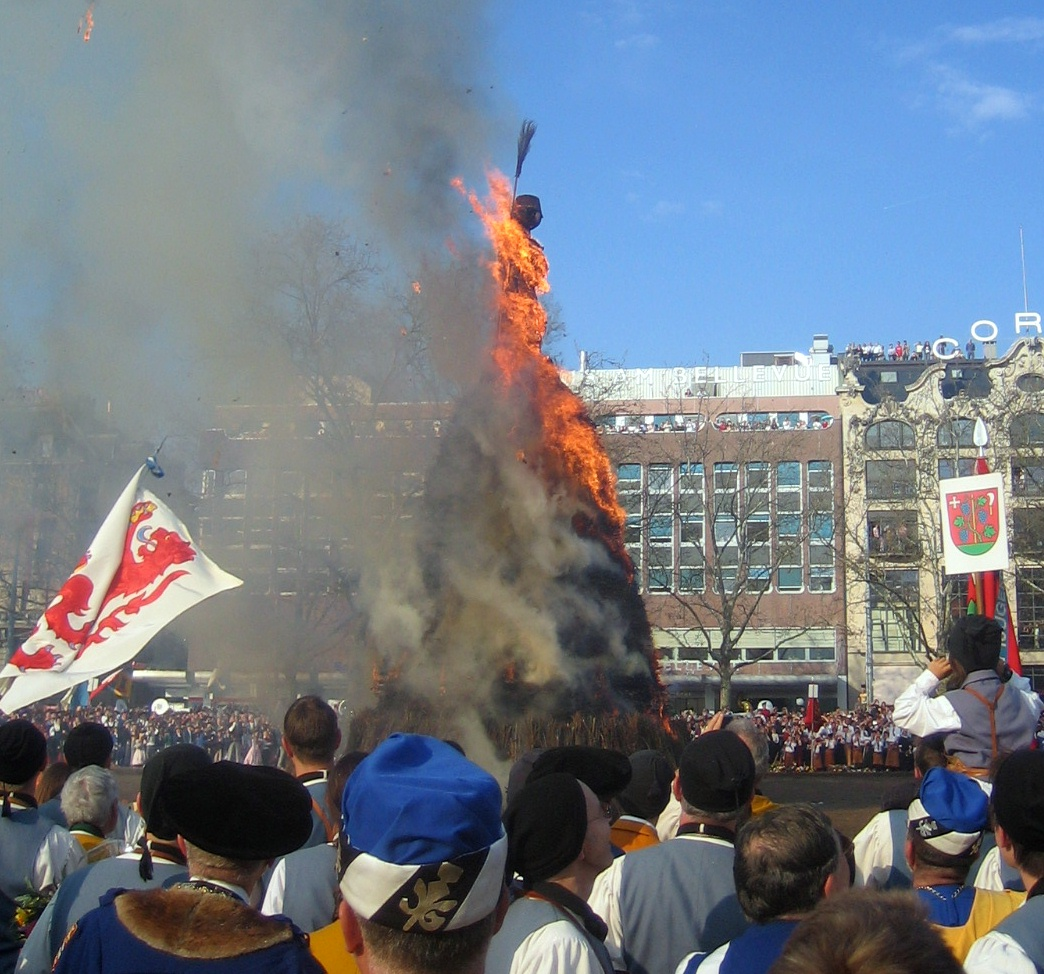
Crémation du Böögg en 2006

De nombreuses manifestations ont lieu tout au long de l'année parmi lesquelles :
- Le Sechseläuten (fin avril) célèbre le départ de l'hiver, symbolisé par le Böögg (bonhomme de neige) qui se voit incinérer sur un grand bûcher au Sechseläutenplatz. Le nom de cette fête vient de l'heure à laquelle on allume le bûcher (18h). Le Böögg est rempli d'explosifs et la charge principale est logée dans la tête. La tradition veut que l'on chronomètre le temps écoulé entre l'allumage du bûcher et l'explosion de la tête. Si ce temps est court, l'été sera chaud, si ce temps est long, la longue résistance du Böögg présage d'un été froid.
- La Street Parade est un défilé de musique techno (une street-party) organisé chaque année depuis 1992 dans les rues de la ville, le long du lac. Elle rivalise avec la Love Parade, autre évènement musical techno organisé chaque année à Berlin. La street parade est actuellement[C'est-à-dire ?] la plus grande techno-party du monde et l'événement annuel le plus important à Zurich. Elle a lieu normalement le 2e samedi du mois d'août[56].
- Freestyle.ch, le plus grand événement de freestyle d'Europe.
- Le Knabenschiessen (septembre) est un grand concours de tir pour les jeunes.
- Tous les trois ans, se déroule la Züri Fäscht (de), l'une des plus grosses fêtes populaires en Suisse. L'évènement dure 3 jours, et compte jusqu'à 3 millions de visiteurs (sur les 3 jours).
- Tous les ans au mois de juillet, durant 15 jours environ, se déroule le festival de musique Live at Sunset.

### Filmographie
Cinéma
- Le film franco-suisse Espion, lève-toi, réalisé par Yves Boisset, sorti en 1982, se déroule à Zurich.
- Une scène du film La Sanction se déroule également dans la ville.
- La série Crash landing on you (2019) se déroule en partie à Zurich et ses environs.

Jeux vidéo
- Dans Call of Duty: Black Ops III, plusieurs missions se déroulent dans un Zurich futuriste.

### Gastronomie
Créé en 1924 par Hulda Zumsteg et repris par son fils Gustav Zumsteg (de), le Kronenhalle (de) compte parmi les plus célèbres restaurants de Zurich.

## Voies de communication et transports
| - 1847 Arrivée du chemin de fer : mise en service de la gare - 1882 Premiers tramway hippomobile - 1894 Première ligne électrifiée de tramway - 1910 Aérodrome de Dübendorf - 1953 Mise en service de l'aéroport de Kloten - 1972 Zurich est reliée au réseau autoroutier direction Berne - 1980 L'aéroport est desservi par le train - 1985 Mise en service du contournement autoroutier par le nord - 1990 Mise en service du réseau de S-Bahn - 2006 Bouclement à l'ouest du contournement autoroutier - 2015 Mise en service de la ligne diamétrale souterraine traversant la ville |

Principales voies routières et ferrées de l'agglomération

Pour le transport individuel la ville de Zurich est très bien raccordée au réseau autoroutier de Suisse : l'A1, en direction du sud-ouest vers Berne et Genève et en direction de l'est vers Saint-Gall, l'A3 en direction du nord-ouest vers Bâle et en direction du sud-est vers Coire et l'A4 en direction de nord-est vers Winterthour - Schaffhouse ou Lucerne au sud. La ville est partiellement encerclée par une ceinture autoroutière qui est utilisée comme périphérique ; la ville et l'agglomération ont un réseau autoroutier assez complet.
En intra-muros, la ville a développé une stratégie d'urbanisation durable visant la ville sans voiture. Selon le Bureau européen de l'environnement, elle se place au premier rang des capitales européennes pour la lutte antipollution.
La ville possède le plus grand et le plus important nœud ferroviaire suisse. 870 connexions nationales et internationales avec des trains tels que EuroCity, Cisalpino, TGV, ICE et CityNightLine. Zurich exploite aussi le plus grand réseau express régional de Suisse appelé S-Bahn Zurich.

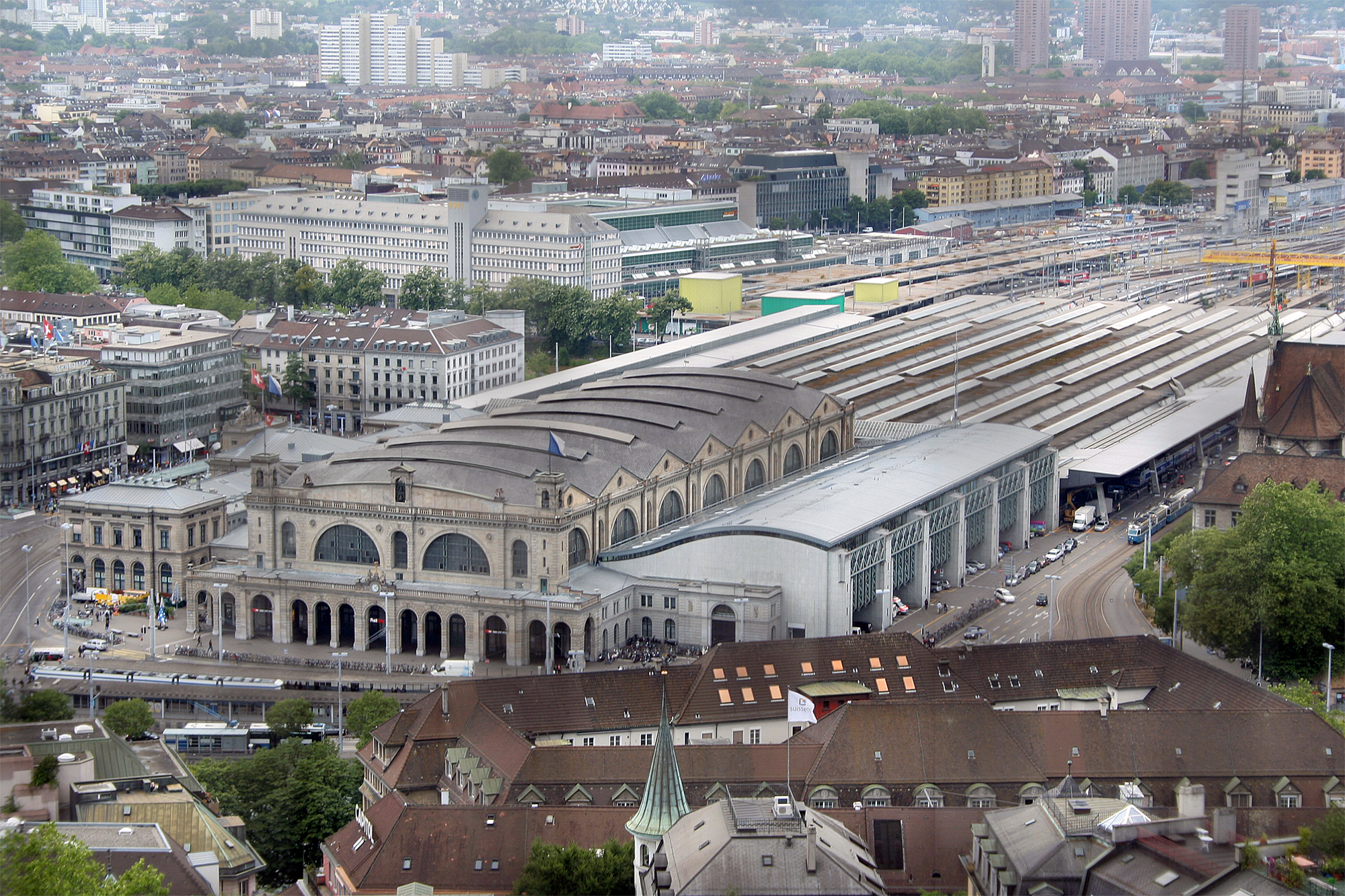
Gare centrale de Zurich

La  gare centrale de Zurich est la plus grande gare de Suisse. Plus de 360 000 passagers y transitent quotidiennement. Le train permet de rejoindre directement l'aéroport de Kloten, le principal aéroport du pays.
Le réseau de transport public urbain est très dense avec 287 km de lignes en ville de Zurich et 217 km en agglomération. Les lignes sont desservies par tramways, trolleybus et bus (lignes urbaines et d'agglomération).
En outre, le réseau de transport public comprend la navigation sur le lac et la rivière, des funiculaires, et même un téléphérique entre Adliswil et Felsenegg. Les billets achetés pour un trajet sont valables pour tous les moyens de transport public (train, tram, bus, bateau) car tous les opérateurs sont membres de la Zürcher Verkehrsverbund (ZVV).
À Zurich, 40 % des déplacements s'effectuent à l'aide d'un véhicule motorisé personnel ; 41 % en transports en commun et scolaire  et 19 % à pied ou à l'aide d'un véhicule personnel non-motorisé. À titre de comparaison Lausanne a respectivement 49, 34 et 17, et Bâle 34, 40 et 20.

### Transport individuel motorisé
Afin de lutter contre les surcharges de trafic, le noyau central de l'agglomération est partiellement entouré d'une boucle autoroutière qui fait office de périphérique. Le contournement nord est en fonction depuis 1985. La tangente ouest, mise en service en 1972, était initialement prévue comme une solution transitoire jusqu’à la construction de l’évitement nord et ouest. Elle va relier les embranchements des autoroutes A1 et A3 et comprend la mise en service en 2008 du tunnel de l'Uetliberg. En projet, l'extension du tunnel de Gubrist est prévue pour 2012.
Le réseau d'autoroutes ou de semi-autoroutes régionales :
- l'A11 - Zurich-Kloten (site de l'aéroport) ;
- l'A20 - Zurich-Nordring ;
- l'A51 – Zurich-nord-Bülach.

Certaines autoroutes ne relient pas directement le centre de Zurich, mais peuvent être classées dans le réseau de l'agglomération :
- l'A53 - Kloten-nord-Reichenburg (autoroute de l'Oberland zurichois).

Zurich est reliée au reste du pays par :
- l'A1 - Genève-Saint-Gall ;
- l'A3 - Bâle-Coire ;
- l'A4 - Winterthour-Lucerne.

À Zurich, le transport individuel motorisé (TMI) couvre 40 % des déplacements.

### Transports publics suburbains

Carte du réseau du S-Bahn desservant Zurich (S-Bahn Zurich).

Tunnel ferroviaire Hirschengraben.

Le Zürcher Verkehrsverbund (ZVV) est une société holding qui regroupe 44 entreprises indépendantes de transports dans tout le canton de Zurich. Un système de tarification unique est utilisé pour tous les modes de transport. Le réseau est divisé en zones tarifaires qui permettent d'utiliser indifféremment les compagnies affiliées : Chemins de fer fédéraux suisses (CFF), les cars postaux suisses, les entreprises régionales de transport, ainsi que des remontées mécaniques et de navigation.
Les réseaux qui concernent directement la ville de Zurich sont :
- le S-Bahn Zurich : le réseau de train qui dessert l'aire urbaine zurichoise avec 380 km[67] de lignes est géré par les chemins de fer fédéraux. Douze gares sont sur le territoire de la ville de Zurich ;
- les bus : 32 lignes de bus (217 km) dans l'agglomération par la compagnie de transports publics de la ville de Zurich Verkehrsbetriebe Zürich (VBZ) ;
- la navigation sur le lac de Zurich : la compagnie Zürichsee-Schiffahrtsgesellschaft emploie une douzaine de bateaux qui sillonnent le lac[68].

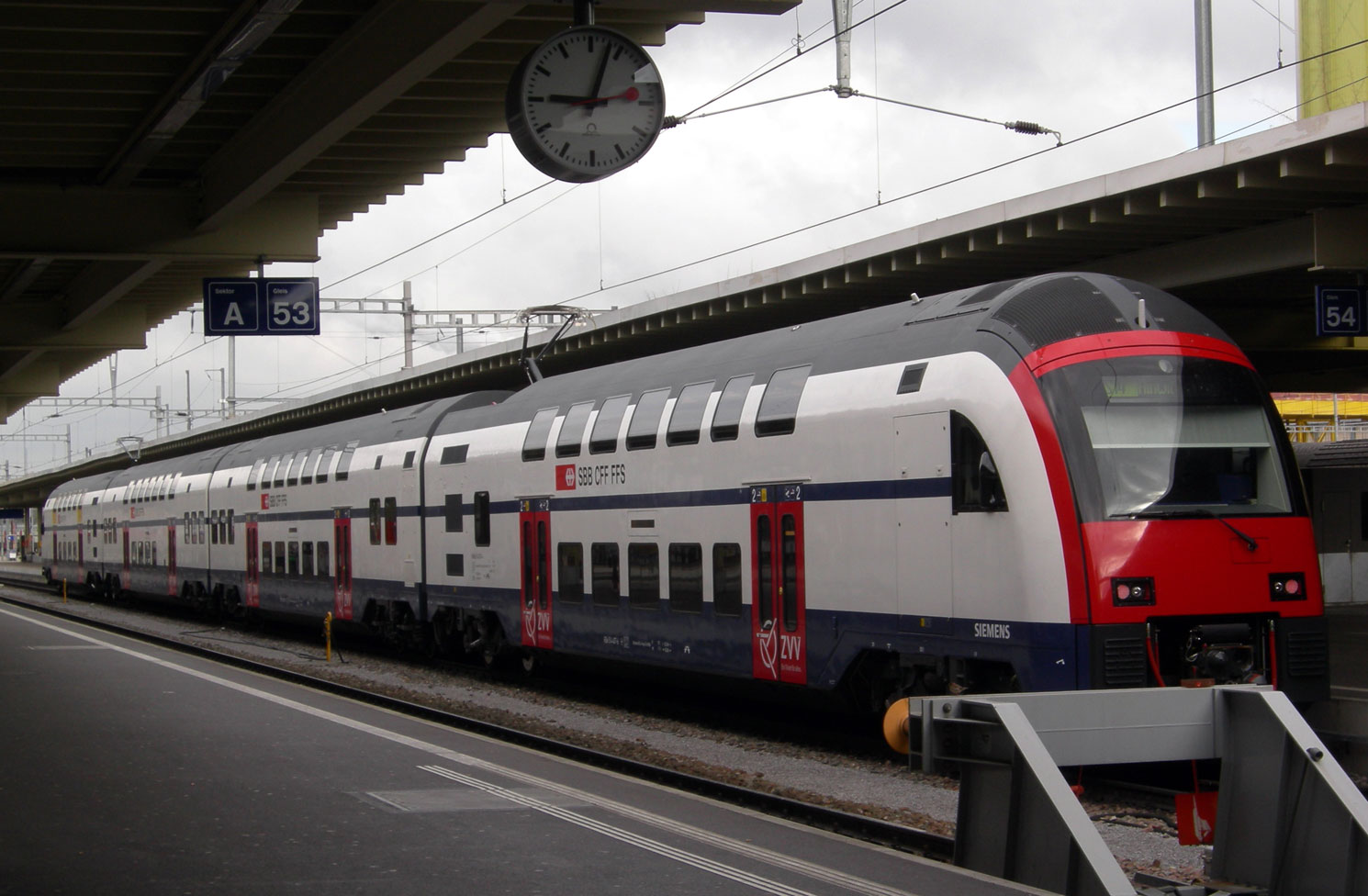
Une rame S-Bahn en gare de Zurich HB.

La première gare ferroviaire de la ville est construite en 1847 pour être le terminus de la ligne Schweizerische Nordbahn qui part de Bâle. En 1871, pour répondre aux besoins toujours croissants du trafic, la gare est agrandie et rénovée et en 1933, le hall principal est doté de sa toiture de fer et de verre.
Jusqu'en 1991, la gare se terminait sur un cul-de-sac. Depuis, pour les besoins du réseau S-Bahn des quais souterrains et un tunnel, le Hirschengrabentunnel, a été percé, permettant aux trains de continuer jusqu'à la gare de Zurich Stadelhofen.
Actuellement[C'est-à-dire ?], différents travaux sont en cours sur le réseau de S-Bahn pour assurer l'augmentation du trafic passagers, le principal est celui d'une ligne diamétrale à côté de la ligne déjà existante entre Altstetten, la gare centrale et Oerlikon, qui comprend entre autres la construction d'un tunnel d'environ 7 km et l'agrandissement de la gare souterraine de Zurich HB. Le coût s'élèverait à 1,5 milliard de francs suisses, partagés entre le canton de Zurich (60 %) et la Confédération suisse (40 %). Le tout devrait être fini en 2015.

### Transports publics urbains

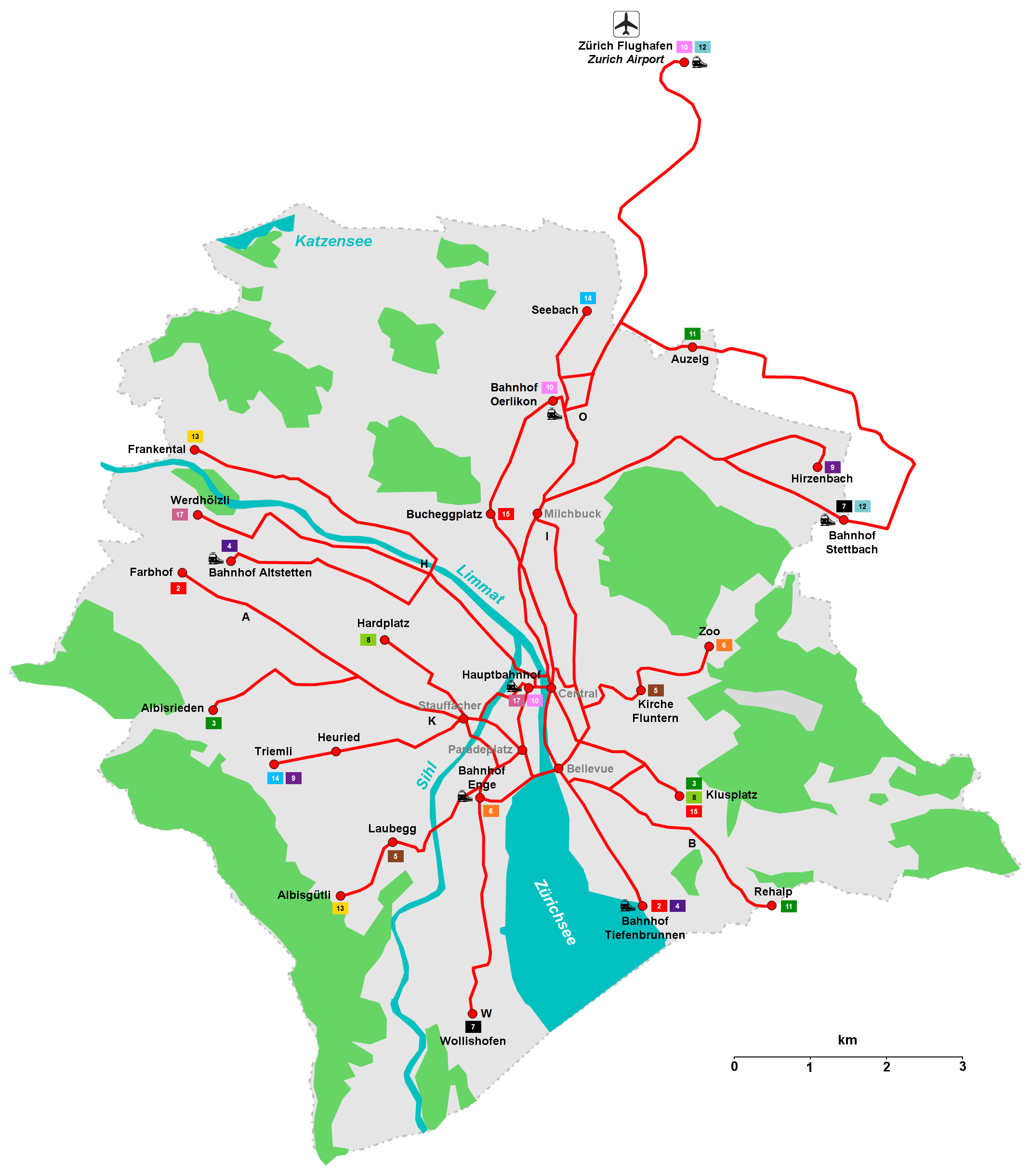
Carte des lignes de trams à Zurich.

Les transports publics urbains sont assurés par la compagnie Verkehrsbetriebe Zürich (VBZ). Le réseau de 287 km comprend 15 lignes de tram, 6 lignes de trolleybus, 18 lignes de bus, 9 lignes de bus interquartier et le funiculaire Rigiblick qui monte sur le Zürichberg.
Il y a également le funiculaire privé Polybahn (qui relie l'école polytechnique fédérale de Zurich) et le train à crémaillère Dolderbahn (qui monte sur l'Adlisberg) ainsi que la navigation sur la Limmat.

### Transport aérien

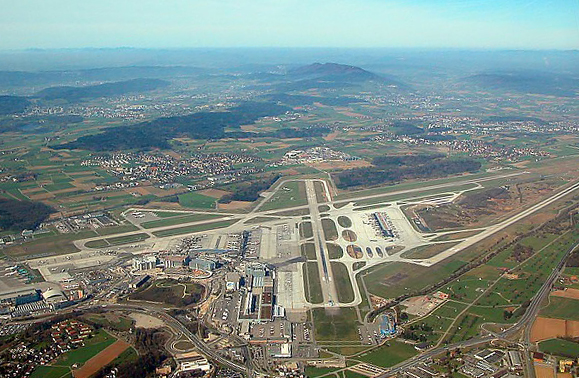
L'aéroport international de Zurich à Kloten.

L'aéroport de Zurich, situé à Kloten, est un des aéroports principaux en Suisse, avec celui de Genève-Cointrin et celui de Bâle. Il est relié au centre-ville par le train (9–13 minutes de trajet) et par une autoroute. L'aéroport a vu passer 19,2 millions de passagers en 2006. Au classement Skytrax de 2007, il figure au 6e rang du palmarès des meilleurs aéroports mondiaux, arrivant même premier dans le secteur du service d'immigration et deuxième pour la sécurité.
L'aéroport de Kloten est le siège des compagnies aériennes Belair, Edelweiss Air et Helvetic ainsi que le siège de la Société suisse de sauvetage (Rega). Depuis son déménagement de Bâle, c'est aussi ici que se trouve le siège social de la compagnie aérienne nationale Swiss.
Le terrain d'aviation militaire de Dübendorf est situé à seulement 8 km du centre-ville de Zurich.

## Éducation

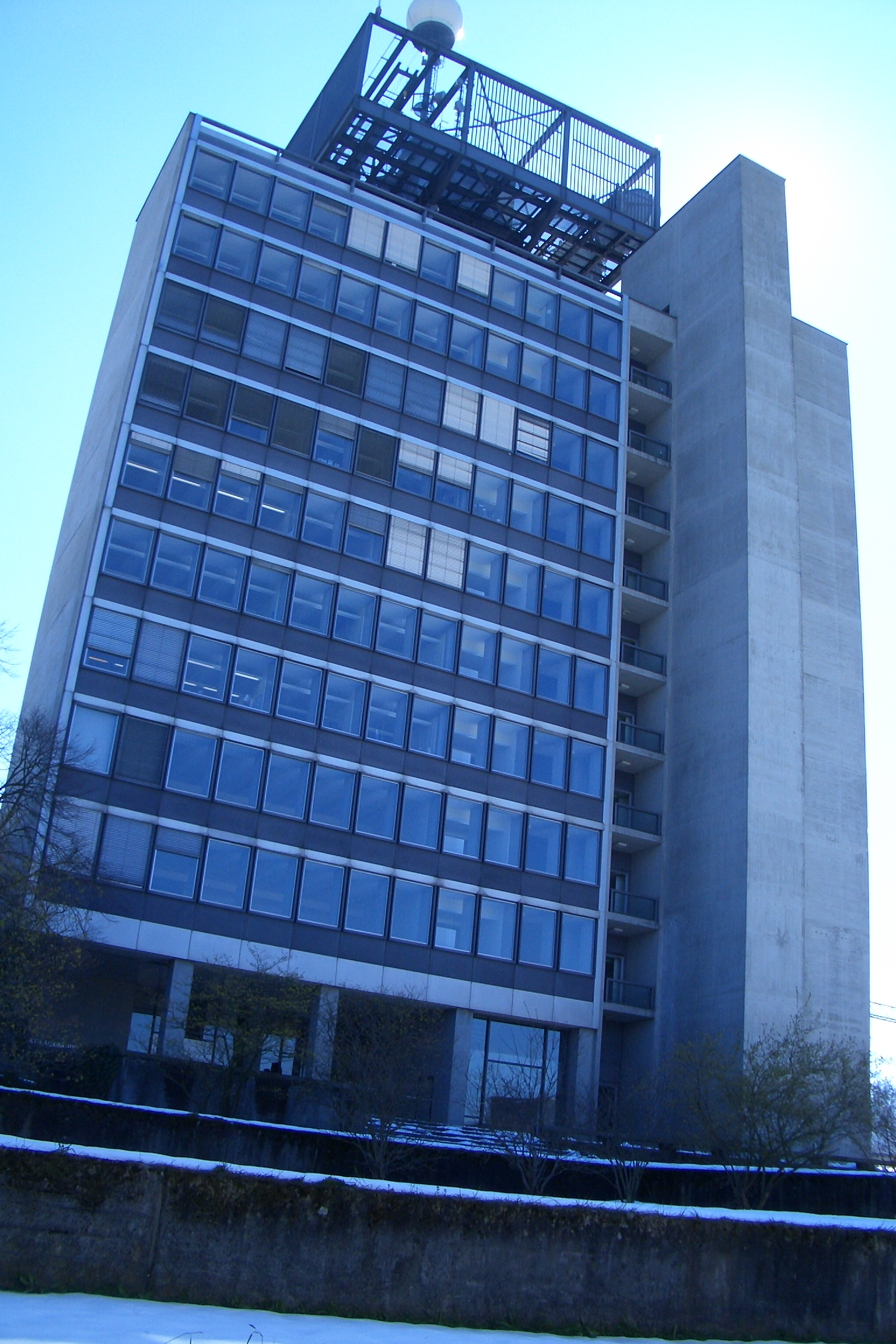
Un bâtiment de l'école polytechnique fédérale de Zurich.

- L'École polytechnique fédérale (en allemand Eidgenössische Technische Hochschule Zürich, ETHZ) est une université technique. Son nom français abrégé est EPFZ. Elle est parfois surnommée « ETH » ou « Poly » d'après son nom original. Elle fut fondée en 1854, et ouvrit en 1855. Elle comprenait à l'origine six départements : architecture, génie civil, génie mécanique, chimie, sylviculture, avec un département générique qui comprenait les mathématiques, les sciences naturelles, la littérature, et les sciences sociales et politiques. L'ETHZ est l'une des universités phares en Europe dans le domaine de la chimie, de la physique, des mathématiques et de l'informatique. Elle est aussi réputée dans le monde germanique pour son niveau élevé.
- L'Université de Zurich est la plus grande université de Suisse. Elle a été fondée le 29 avril 1833.
- Haute École d'art de Zurich (Zürcher Hochschule der Künste ZHdK).

## Sport
Zurich est connue au niveau sportif en football car elle est le siège de la Fédération internationale de football association ou FIFA. Les équipes zurichoises ont remporté le plus grand nombre de titres suisses. Elle est aussi le siège de la Fédération internationale de hockey sur glace.

### Clubs sportifs
- ZSC Lions, club de hockey sur glace.
- GCK Lions, club de hockey sur glace.
- Grasshopper Club Zurich, club de football.
- FC Zurich, club de football.
- GC Amicitia Zürich, club de handball.

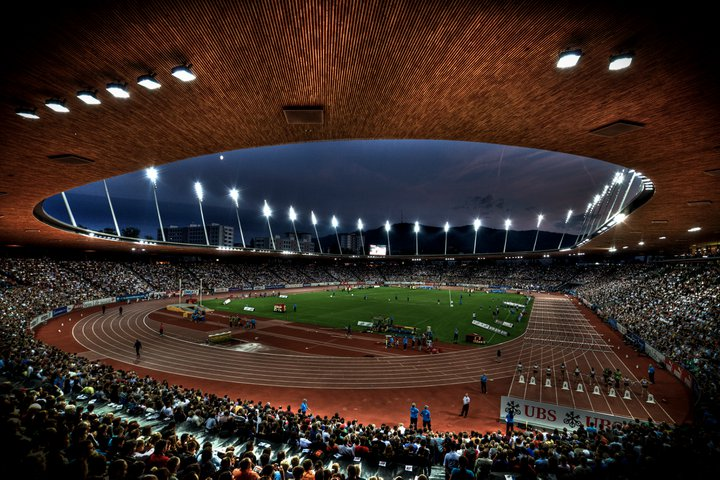
Stade de football du Letzigrund.

### Infrastructures
La ville comprend de nombreux complexes sportifs tels que le Hallenstadion, le domicile des ZSC Lions et une salle polyvalente ou se déroule manifestations sportives, concerts ou foires. Pour le football il y a les stades du Hardturm (17 666 places), inauguré en 1929, et du Letzigrund (30 000 places) entièrement rénové en 2007 pour l'Euro 2008. Le Letzigrund avec sa piste et installations d'athlétisme est polyvalent, il reçoit le fameux meeting d'athlétisme Weltklasse Zurich.

### Compétitions
La ville accueille régulièrement des compétitions sportives internationales de haut niveau telles que :
Le meeting d'athlétisme Weltklasse Zurich qui est un meeting de Golden League se déroulant annuellement au Letzigrund et qui est considéré comme le plus grand meeting d'athlétisme au monde. Le meeting existe depuis le 12 août 1928 et 24 records du monde y ont été battus. Il y a aussi le marathon de Zurich qui a lieu chaque année en avril depuis 2003 et la Zürcher Silvesterlauf, une course populaire dans le centre de la ville qui se tient à mi-décembre depuis 1977. Depuis 2005 a lieu également le marathon du Nouvel An de Zurich le jour de l'an.
Un Ironman a également lieu tous les ans en juillet.
Le Tournoi de tennis de Zurich est un tournoi de tennis féminin du circuit professionnel WTA qui existe depuis 1984. Il fait partie de la catégorie de tournois Tier I depuis 1993 et se tient chaque année au Hallenstadion.
En cyclisme, le Championnat de Zurich est une course cycliste classique d'un jour créée en 1914 qui a lieu en septembre ou octobre. Il y a également la Course de six jours (en allemand : 6-Tagerennen) au Hallenstadion. La ville a par ailleurs accueilli à trois reprises les championnats du monde de cyclisme sur route en 1923, 1929 et 1946.
Chaque année en automne a lieu une course d'aviron sur la Limmat entre l'école polytechnique et l'université de Zurich, sur le modèle de la course d'aviron Oxford-Cambridge.
Les Championnats du monde de hockey sur glace de 1939, de 1953 et de 1998 ont eu lieu à Bâle et Zurich.
Zurich a également accueilli au Stade du Hardturm des matchs lors de la Coupe du monde de football de 1954 qui se tint en Suisse.
Trois matchs de poules du championnat d'Europe de football 2008 se sont déroulés au Stade du Letzigrund  (notamment France-Italie).
En juin 2018, la ville a accueilli le ePrix de Zurich, une manche du championnat de Formule E FIA, qui est la première course automobile sur circuit organisée en Suisse depuis leur interdiction dans le pays à la suite de la tragédie des 24 Heures du Mans 1955.

## Littérature
Victor Hugo l'évoque dans ses lettres fictives de récit de voyage Le Rhin (1842).
Fritz Zorn y situe son essai autobiographique Mars, dans lequel il critique son enfance passée sur la Rive dorée zurichoise.

## Autres
- X de Schwamendingen : croisement à niveau des deux voies du tramway, qui a été créé pour permettre aux trains de circuler à gauche dans le tunnel, car les quais en position centrale dans le tunnel permettent uniquement l'embarquement dans les tramways, lorsque ceux-ci roulent sur la voie de gauche[76].
- Le cimetière de Sihlfeld dispose d'un distributeur automatique de cartes funéraires[77].
- Dans la vieille ville de Zurich, il y a la taverne Oepfelchammer qui est considérée comme le plus ancien bar sportif du monde, car il y a un jeu de boisson athlétique inhabituel, appelé Balkenprobe. Le but y est de se hisser sur une barre et traverser vers la barre suivante, puis boire un verre de vin avec la tête baissée[78].